# 长沙地铁
长沙地铁（英語：Changsha Metro）是服务中国湖南省长沙市和湘潭市的城市轨道交通系统。狭义上的长沙地铁仅指地铁1至6号线，广义上还包括长沙轨道交通S2线（原磁浮快线）。长沙地铁可与长株潭城际铁路（S1线）、长沙磁浮快线（S2线）、大王山云巴、京广客运专线、沪昆客运专线、京广铁路、石长铁路、渝厦高铁（常益长段）（通过长株潭城铁连接）实现对接换乘。2013年12月30日，长沙市轨道交通2号线一期无载客试运行，2014年4月29日通车。这是长沙市的第一条地铁，至此，长沙成为中国大陆第18个开通地铁的城市。
目前1号线、2号线、3号线、4号线、5号线、6号线已通车，总里程已达217.75公里（官方公布的数据为236.28公里，包含磁浮S2线18.55公里），车站140座（官方数据为161座车站，这里18个地铁换乘站、3个磁浮S2线车站不重复计入）。2020年9月30日，全路网单日客流突破200万人次。

## 历史

### 线网规划历程
2000年，长沙市委市政府组织修编《长沙市总体规划》，首次提出“全市远景轨道网络规划方案”。同年，省发改委委托铁道部第四勘察设计院开展长沙市城市快速轨道交通网络规划研究。
2001年，长沙市政府成立了长沙市轨道交通前期工作领导小组及其办公室。 
2006年1月，长沙市发布《长沙市城市快速轨道交通线网规划》，规划长沙城市轨道交通远景线网由1号线及其支线1A线，2号线及其支线2A线、2B线，3号线和4号线共4条线路组成，总约172公里，设站82座，其中换乘站14座。
2008年，2008年长沙市《政府工作报告》将长沙地铁正式列入了投资、建设计划。 
2009年2月10日，国家发改委批复了长沙市城市快速轨道交通近期建设规划。按照国务院要求，拟批轨道交通项目城市的基本条件是：GDP达到1000亿元；地方财政一般预算收入达到100亿元；城区人口300万人。批复前，长沙市已完全具备这些条件。 
2009年4月29日，长沙市轨道交通集团有限公司授牌。
2009年7月，国务院批准《长沙市城市快速轨道交通近期建设规划（2008-2015年）》。
2012年12月，经国务院同意，国家发展改革委印发了《长沙市城市轨道交通近期建设规划（2012～2018年）》。
2017年3月，国家发展改革委批复《长沙市城市轨道交通第三期建设规划（2017-2022年）》。
2020年9月8日，长沙市轨道交通集团对外公示《长沙市城市轨道交通第三期建设规划调整》，长沙市城市轨道交通第三期建设规划由 121.29公里调整为131.82公里，涉及4条线路，其中新增两条延伸线(段)、调整两条。

### 第一轮建设（2009-2016年）
- 2009年9月28日，2号线一期工程正式开工建设。
- 2010年10月8日，2号线湘江隧道盾构开挖从溁湾镇站正式启动。
- 2010年12月26日，1号线一期工程正式开工建设。
- 2011年1月15日，2号线一期工程首个车站杜花路站主体建成。
- 2012年5月2日，2号线一期工程湘江隧道双线贯通。
- 2012年8月3日，2号线一期工程正式开始铺轨。
- 2012年11月26日，2号线一期工程实现“洞通”。
- 2012年12月26日，2号线一期工程实现“轨通”。
- 2013年8月8日，2号线一期工程实现“电通”。
- 2013年11月2日，2号线一期工程全线热滑调试成功。
- 2013年12月30日，2号线开始试运行。
- 2014年4月29日，2号线开始试运营[13]。
- 2015年10月11日，1号线一期工程双线洞通。
- 2015年12月22日，1号线一期工程全线轨通。
- 2015年12月31日，1号线一期工程实现“电通”。
- 2016年1月20日，1号线一期工程实现“车通”。
- 2016年3月21日，1号线开始试运行[14]。
- 2016年6月28日，1号线开始试运营[15]。

### 第二轮建设（2012—2020年）
- 2011年11月1日，轨道交通2号线西延一期工程正式开工建设。
- 2014年1月3日，轨道交通3号线一期工程正式开工建设。
- 2014年12月31日，轨道交通4号线一期工程正式开工建设。
- 2015年9月29日，轨道交通2号线西延一期工程试运行开始。
- 2015年11月30日，轨道交通5号线一期工程正式开工建设。
- 2015年12月28日，轨道交通2号线西延线一期工程通车试营运。
- 2018年12月29日，轨道交通4号线试运行开始。
- 2019年5月26日，轨道交通4号线通车试运营。
- 2019年12月30日，轨道交通3号线、5号线试运行开始。
- 2020年6月28日，轨道交通3号线、5号线通车试运营[3]。

### 第三轮建设（2017—）
- 2016年12月28日，轨道交通6号线中段正式开工建设。
- 2018年11月27日，轨道交通6号线东、西段正式开工建设。
- 2020年9月29日，轨道交通1号线北延一期正式开工建设。
- 2021年4月16日，轨道交通6号线东延正式开工建设。
- 2021年8月16日，轨道交通2号线西延二期正式开工建设。
- 2021年12月24日，轨道交通6号线试运行开始，轨道交通7号线一期工程正式开工建设。
- 2022年6月28日，轨道交通6号线通车试运营。
- 2023年6月28日，轨道交通3号线山塘至湘潭北站段（长株潭西环线）通车试运营。
- 2024年6月28日，轨道交通1号线北延一期（开福区政府至金盆丘）通车试运营。

## 文化

### 标志
长沙地铁标识由“长沙”两字的拼音首字母“C”和“S”构成。图案整体为红、蓝两种色调，其中红色是长沙悠久历史文化的载体，有热情好客、积极向上之意，且在传统中华文化中代表吉祥如意，展现了长沙地铁乘客至上、安全第一的服务宗旨；蓝色则代表科技、时尚，沉稳大气，体现了长沙地铁安全快速的特点。CS两个字母构成了一幅快车追逐太阳的图景，不仅体现了长沙地铁带给市民快速便捷的生活，还彰显了“心忧天下，敢为人先”的长沙精神。快车冲出圆圈，打破常规，又表现了长沙地铁开放、与世界接轨的城市理念，和奋力进取、与时俱进的时代精神。“S”下方为开口笑，体现了乘客的满意是长沙地铁的不懈追求。

### 颜色
长沙地铁12条线路的颜色依次为：大红色、冰蓝色、酒绿色、紫色、黄色、纯蓝色、绿色、玫红、青色、褐色、橙色、靛蓝色。

### 特色站点
长沙地铁的特色站点为：洲站、省政府站、汉王陵公园站、六沟垅站、湖南师大站、湖南大学站、树木岭站、阜埠河站、灵官渡站、东塘站、烈士公园东站、星沙站、圭塘站、万家丽广场站、马王堆站、马栏山站、中塘站、文昌阁站、烈士公园南站、隆平水稻博物馆站、黄花机场T1T2站。

## 线路
目前，长沙地铁已有6条线路（不含长沙磁浮快线（S2）、大王山云巴、长株潭城际铁路（S1））运营，总里程达217.75公里，均使用架空电缆DC 1500V供电方式。目前已经遍及六区一县以及湘潭市雨湖区（九华经开区），其远期将共运营14条地铁普线和4条市域快线，进一步延伸至浏阳市、宁乡市，还将延伸至株洲市，促进长株潭一体化发展。

### 已通车
| 长沙地铁运营图（截止2023年6月），含长沙磁浮快线 |                        |      |                  |                                         |           |            |                                    |              |
| 线路                                            | 区间                   | 站数 | 运营 里程 (公里) | 开工日期                                | 运营日期  | 最近延伸   | 车辆段 停车场                      | 编组         |
| 1号线                                           | 金盆丘 - 尚双塘        | 25   | 33.43            | 2010-12-26                              | 2016-6-28 | 2024-6-28  | 尚双塘车辆段 翻身垸停车场          | 6B           |
| 2号线                                           | 梅溪湖西- 光达         | 23   | 26.53            | 2009-9-28                               | 2014-4-29 | 2015-12-28 | 黄兴车辆段                         | 6B           |
| 3号线                                           | 湘潭北站- 广生         | 33   | 53.69            | 2014-1-3 (1期) 2019-9-26 山塘至湘潭北站 | 2020-6-28 | 2023-6-28  | 洋湖垸车辆段 龙湘停车场 九华停车场 | 6B 鼓形车    |
| 4号线                                           | 罐子岭- 杜家坪         | 25   | 33.5             | 2014-12-31                              | 2019-5-26 |            | 星城车辆段 黄榔停车场              | 6B 鼓形车    |
| 5号线                                           | 水渡河- 毛竹塘         | 18   | 22.5             | 2015-11-29                              | 2020-6-28 |            | 水渡河车辆段                       | 6B 鼓形车    |
| 6号线                                           | 谢家桥- 黄花机场T1T2   | 34   | 48.1             | 2016-12-28                              | 2022-6-28 |            | 黄梨路车辆段 梧桐路停车场          | 6A 鼓形车    |
| S2线                                            | 磁浮高铁站- 磁浮机场站 | 3    | 18.7             | 2014-5-16                               | 2016-5-6  |            | 长沙磁浮 综合基地                  | 3节 磁浮列车 |

#### 1号线
1号线一期于2010年12月26日开工，2015年10月11日隧道双向全线贯通，12月22日全线轨通，12月30日全线电通，2016年1月20日全线车通，3月21日试运行，6月28日试运营。2024年6月28日北延一期工程开通。南北走向，全长33.43千米(含高架段4.7千米，过渡段0.72千米)，平均站距1.39千米。设站25座，由北向南是金盆丘（铜官窑巴士站）、金霞、鹅羊山、秀峰山、宿龙桥、开福区政府、马厂、北辰三角洲、开福寺（换乘长株潭城际铁路（S1））、文昌阁（换乘6号线）、培元桥、五一广场（换乘2号线）、黄兴广场、南门口、侯家塘（换乘3号线）、南湖路、黄土岭（换乘4号线）、涂家冲、铁道学院、友谊路、省政府、桂花坪、大托、中信广场（城际先锋站）（换乘长株潭城际铁路（S1））。1号线为城区南北主干线，串联开福区江湾半岛和三角洲地区、黄兴北路棚改区-五一广场CBD-黄兴南路步行街，天心区省府片区和天心开发区，未来将进一步北延至金霞开发区。

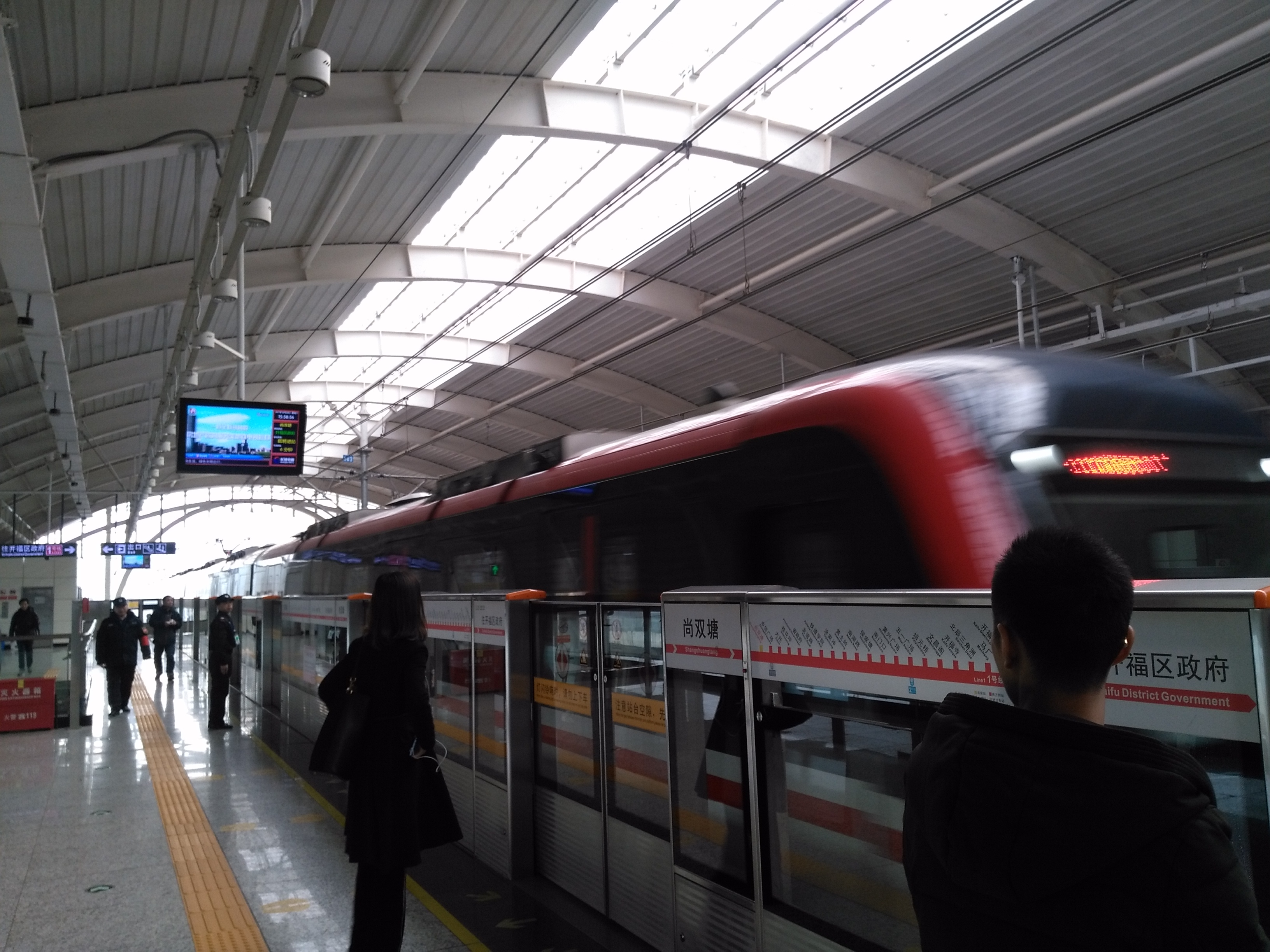
一列始发于尚双塘站的列车

#### 2号线
2号线一期2009年9月28日开工，2014年4月29日通车，2015年12月28日西延线开通，东西走向，全长26.57千米，全线地下，共设車站23座，自西向东为梅溪湖西、麓云路、文化艺术中心、梅溪湖东、望城坡(汽车西站)、金星路、西湖公园、溁湾镇(4号线)、橘子洲、湘江中路、五一广场(1号线)、芙蓉广场、迎宾路口(6号线)、袁家岭、长沙火车站（长株潭城际铁路（S1）、普铁、3号线）、锦泰广场（换乘长株潭城际铁路（S1））、万家丽广场(5号线)、人民东路(6号线)、长沙大道、沙湾公园（4号线）、杜花路、长沙火车南站(高铁、4号线、磁浮)以及光达（4号线)。最大站间距是2035米，位于长沙火车南站和光达之间；最小站间距672米，位于长沙火车站和锦泰广场之间。2号线不仅方便了汽车西站、普铁、长株潭城际铁路（S1）及高铁之间的客流直达，还连接梅溪湖新城、岳麓山-橘子洲景区、溁湾镇商圈、五一广场CBD、袁家岭商圈和高铁新城，成为长沙现时和未来很长一段时间最繁忙的地铁线，未来将进一步西延至麓谷西区以及高铁长沙西站。

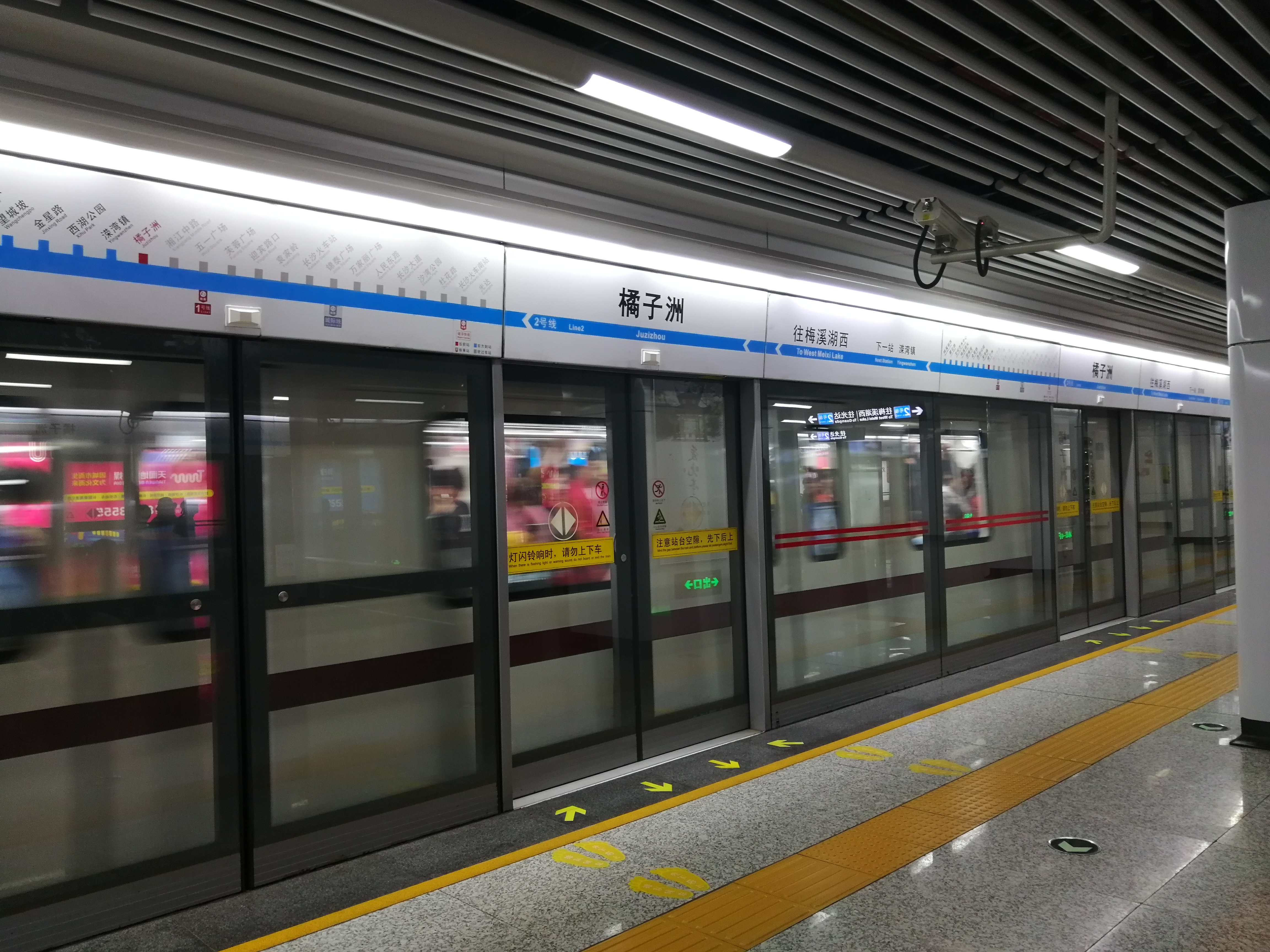
2號線列車駛離橘子洲站
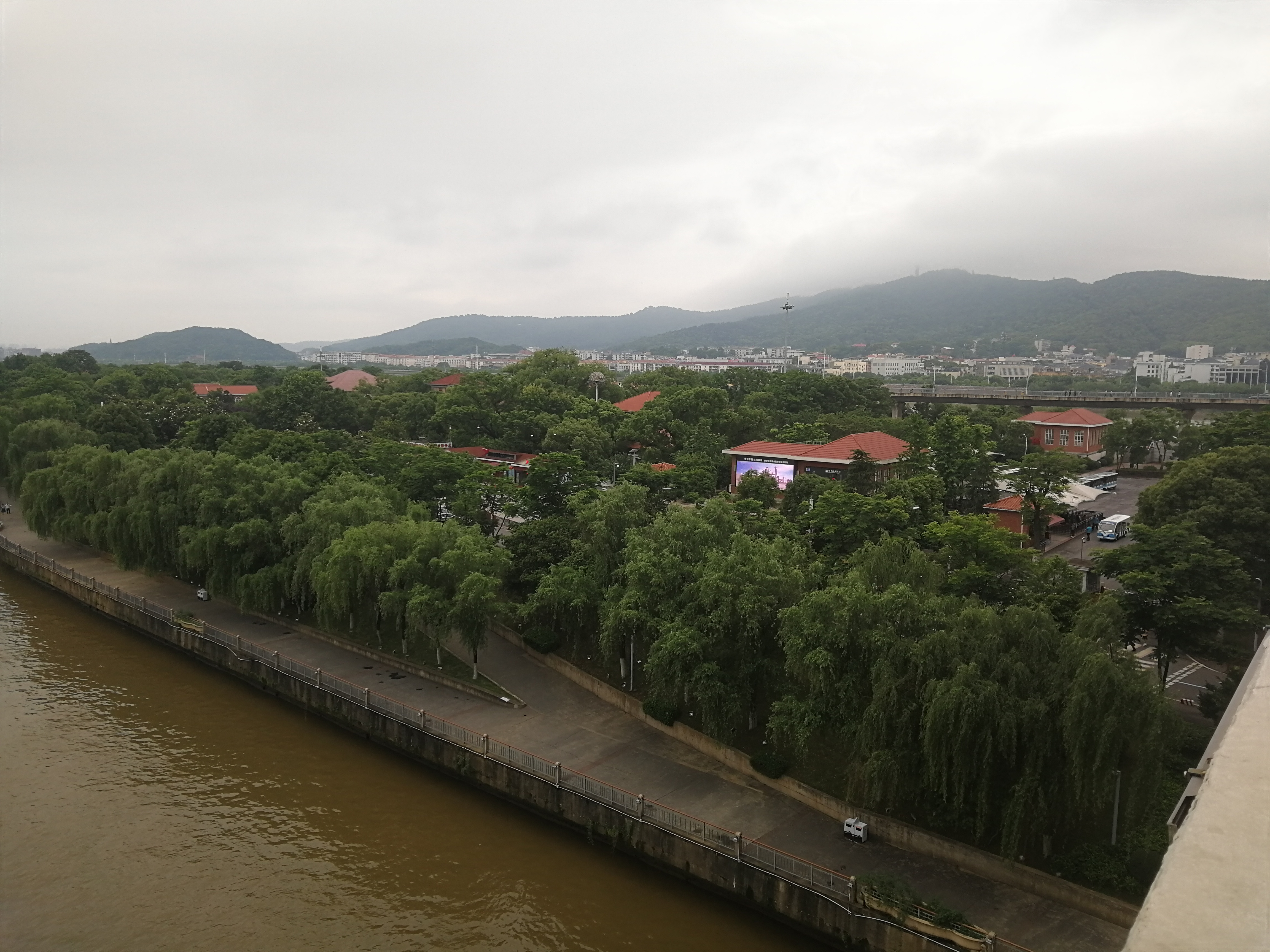
從大橋上眺望橘子洲站
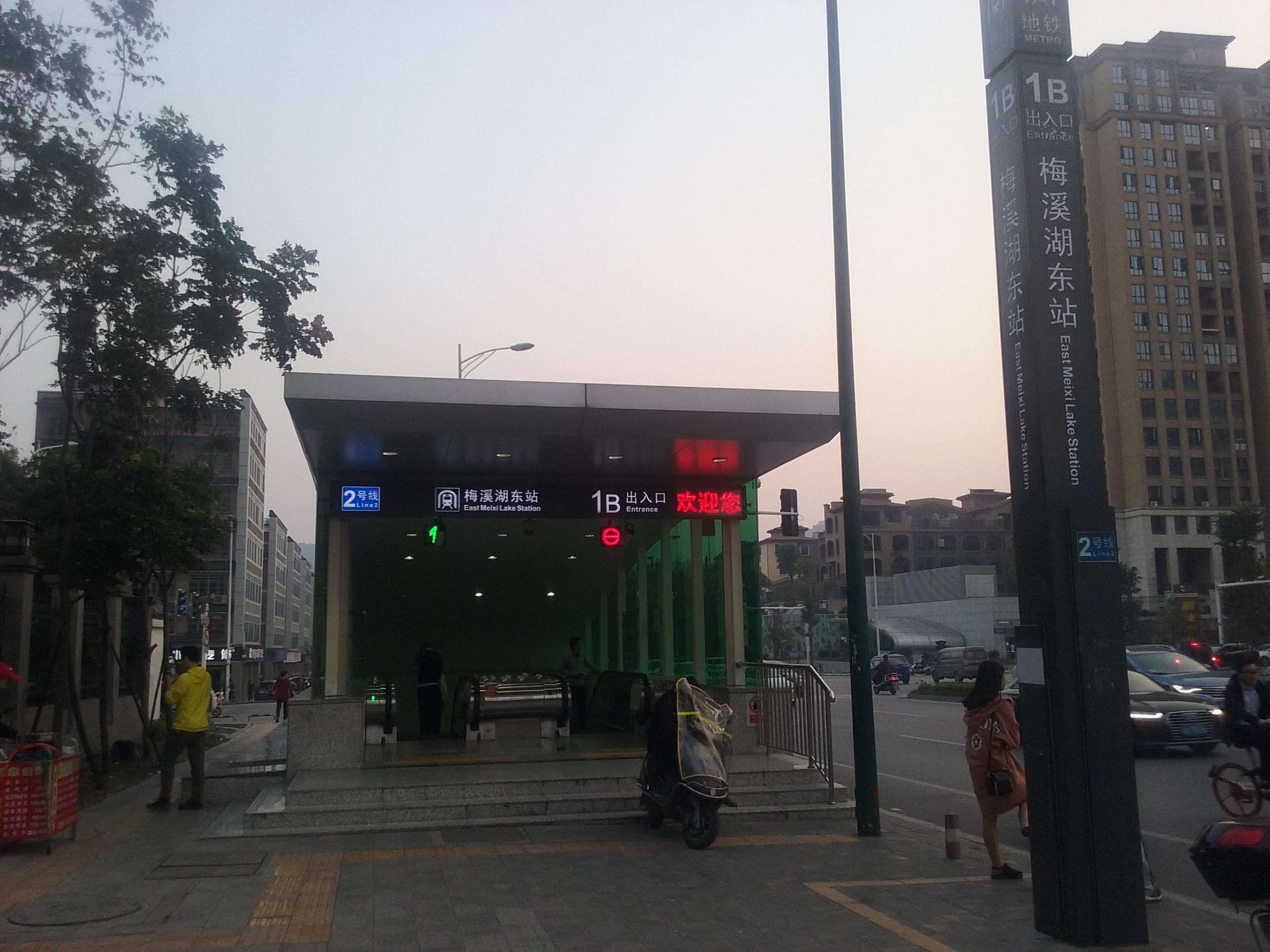
梅溪湖東站
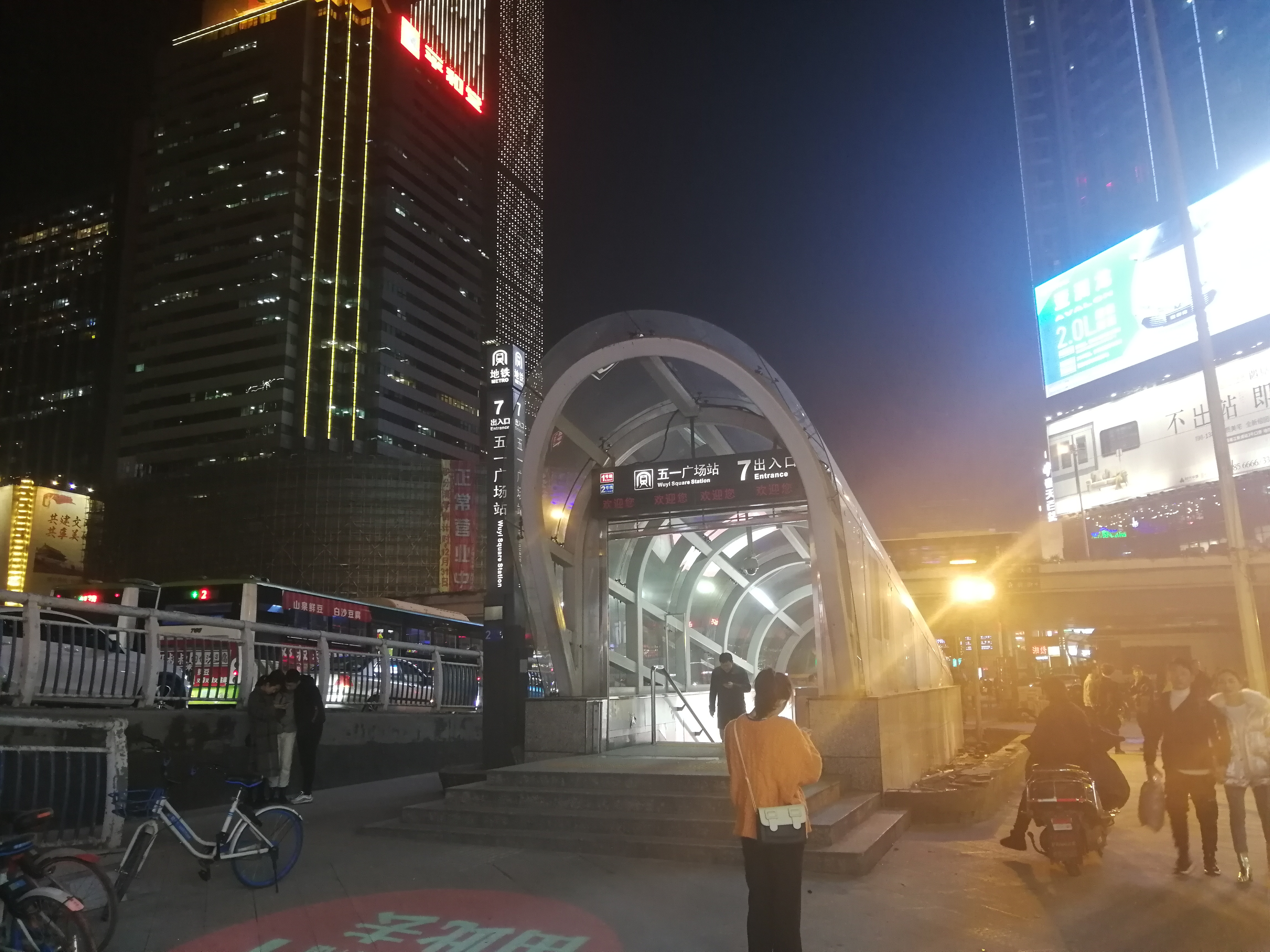
2號線和1號線轉乘站五一廣場
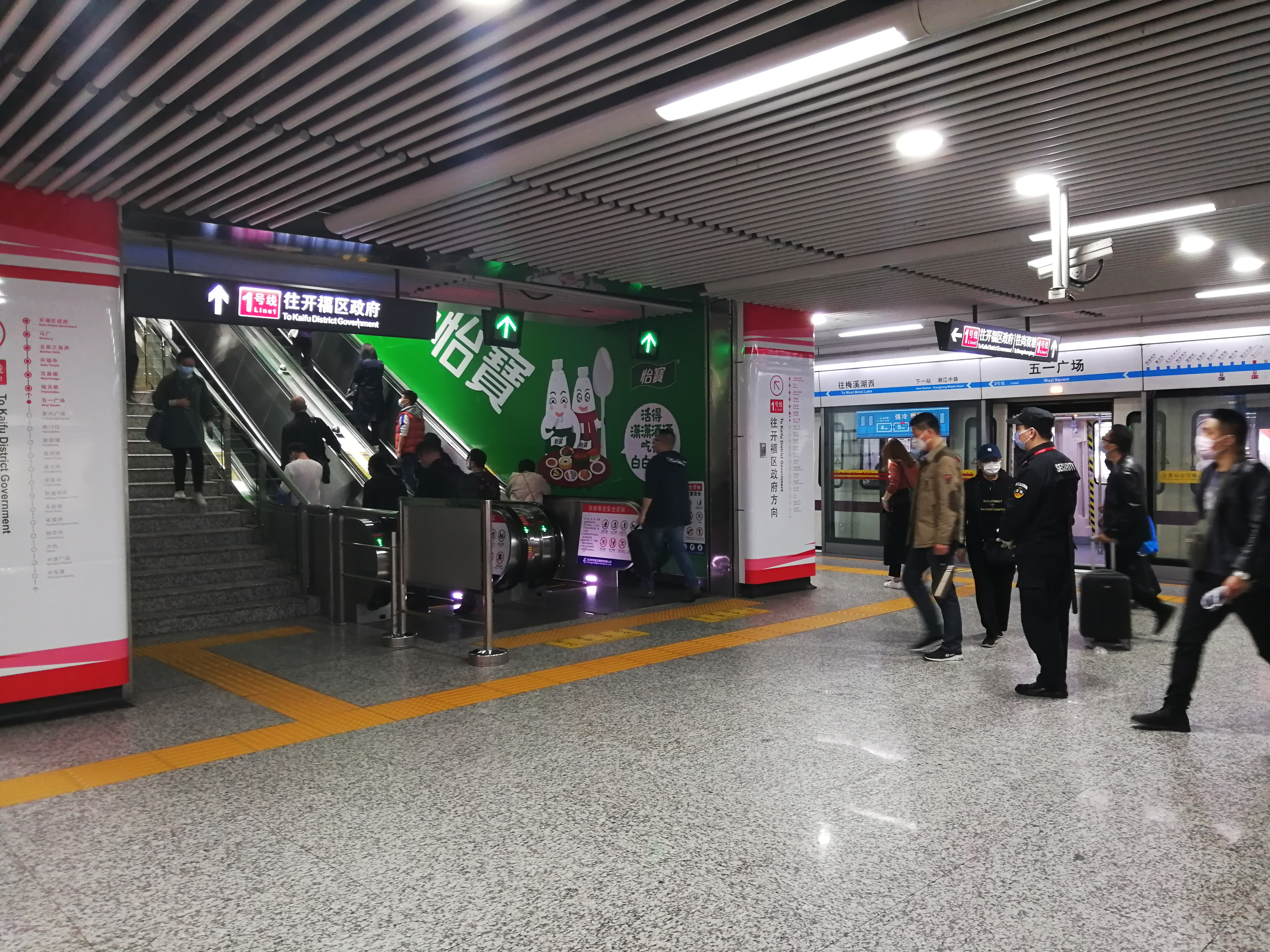
五一廣場2號線和1號線間的轉乘
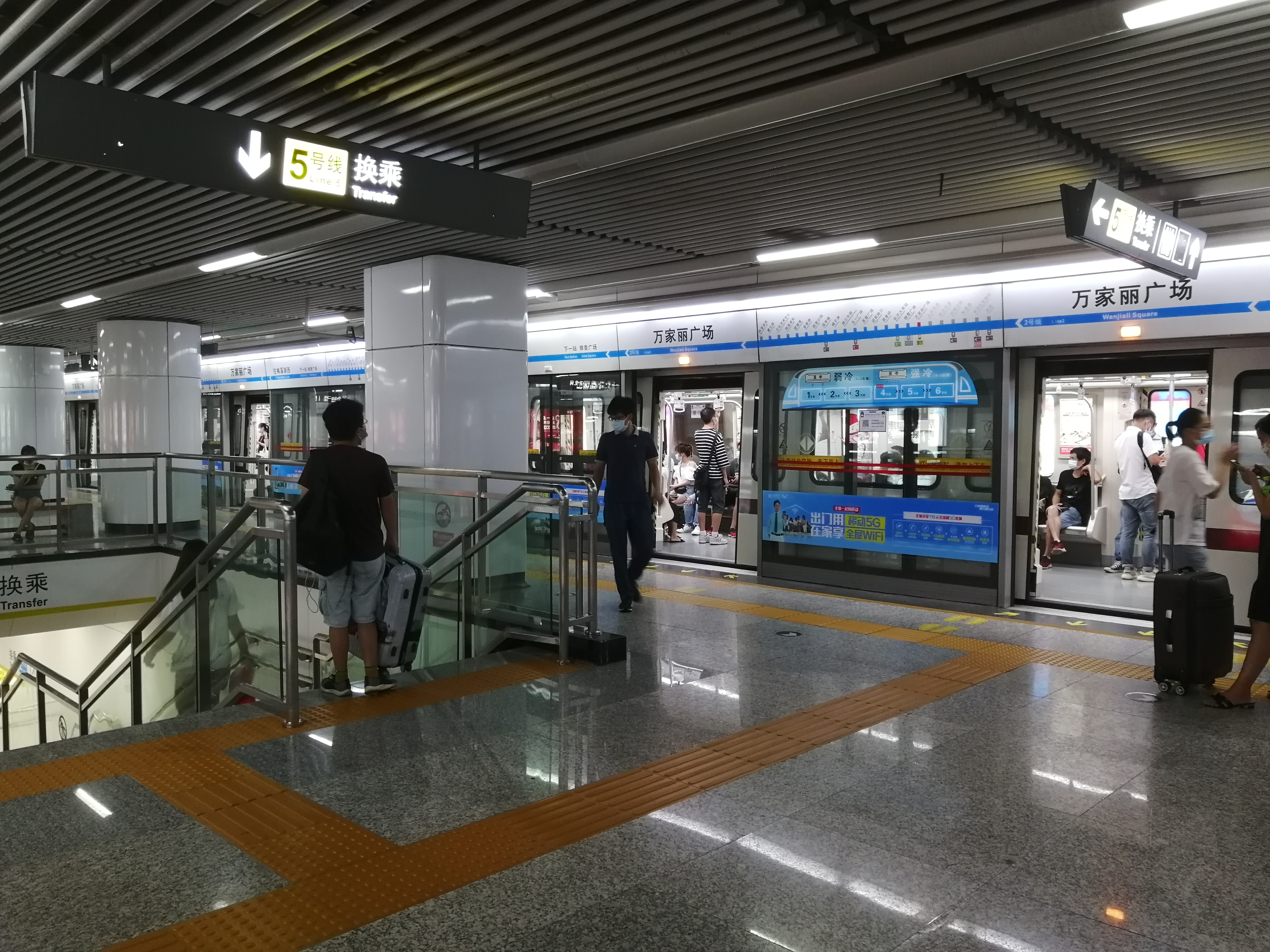
2號線万家丽广场站轉乘5號線
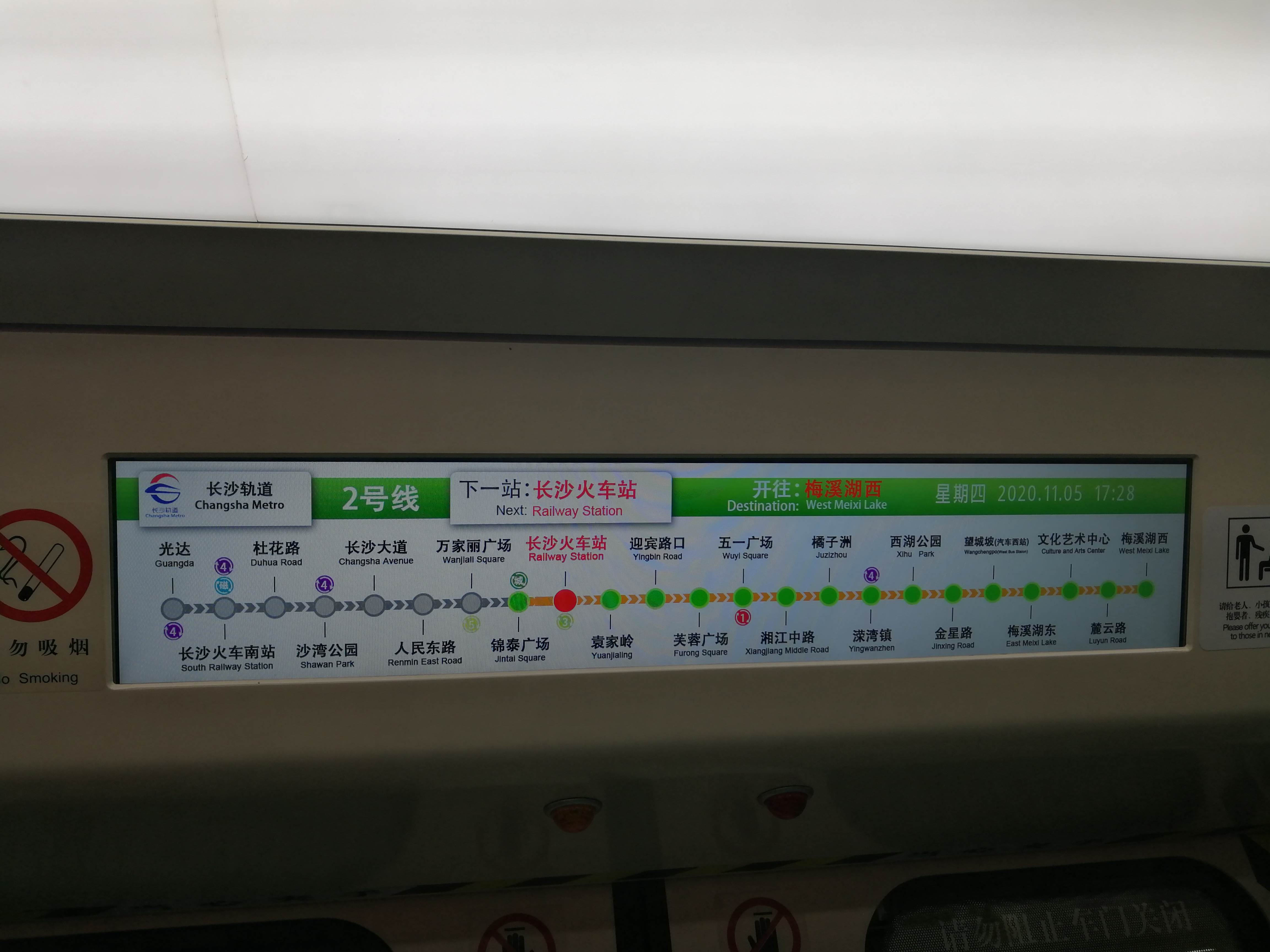
2號線列車電子路線圖
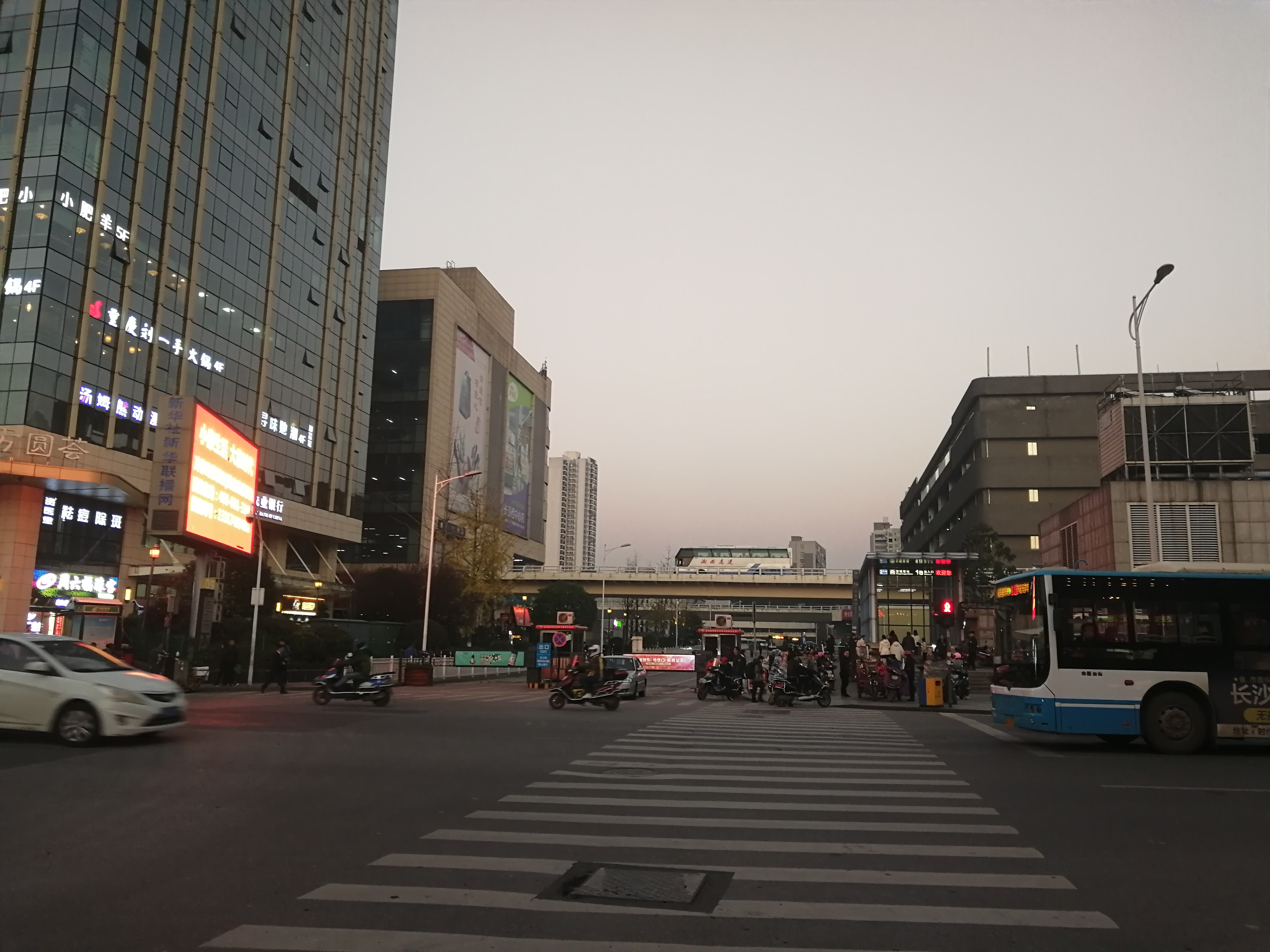
連接汽車西站的望城坡站
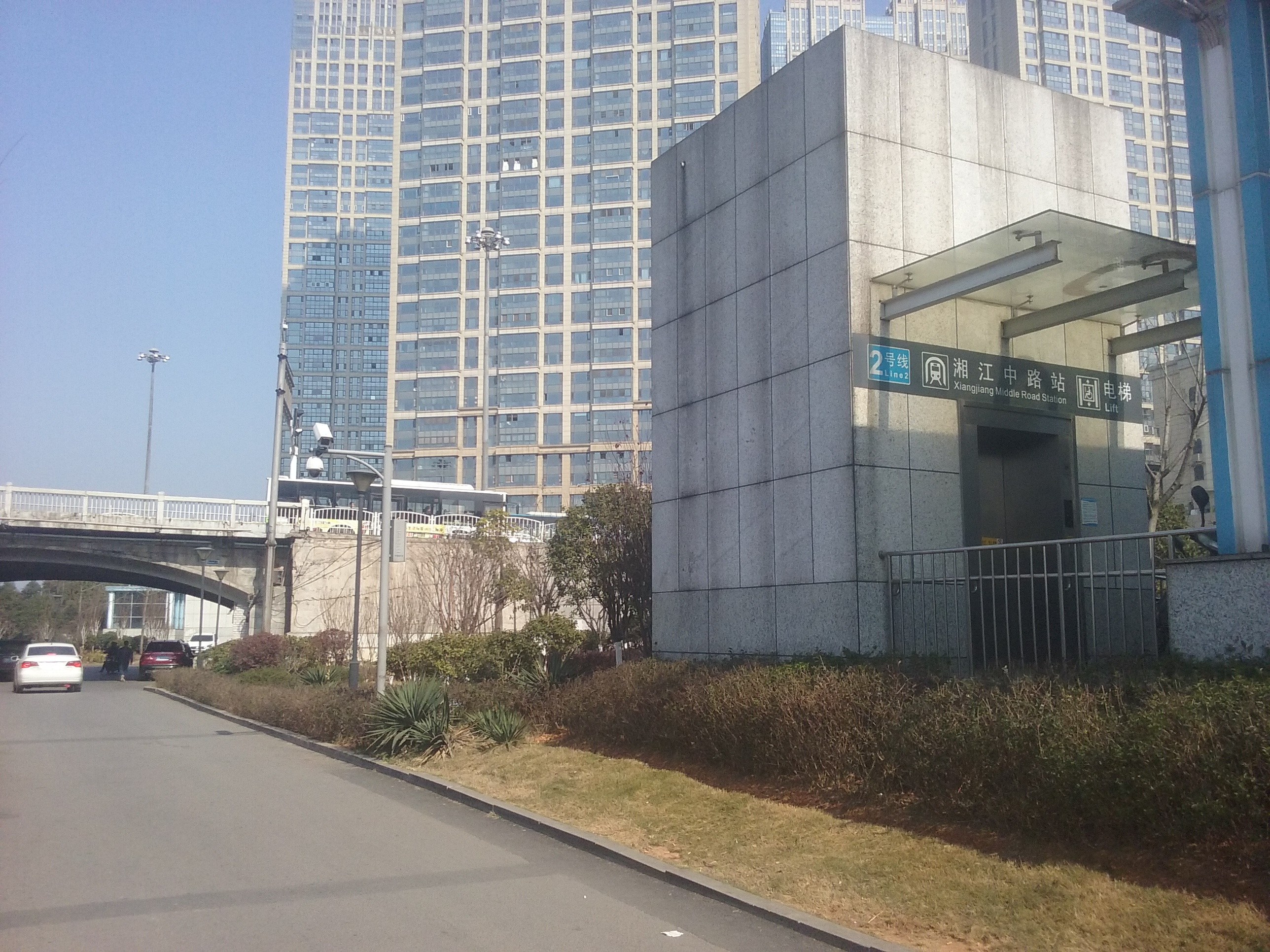
河東湘江岸邊湘江中路站
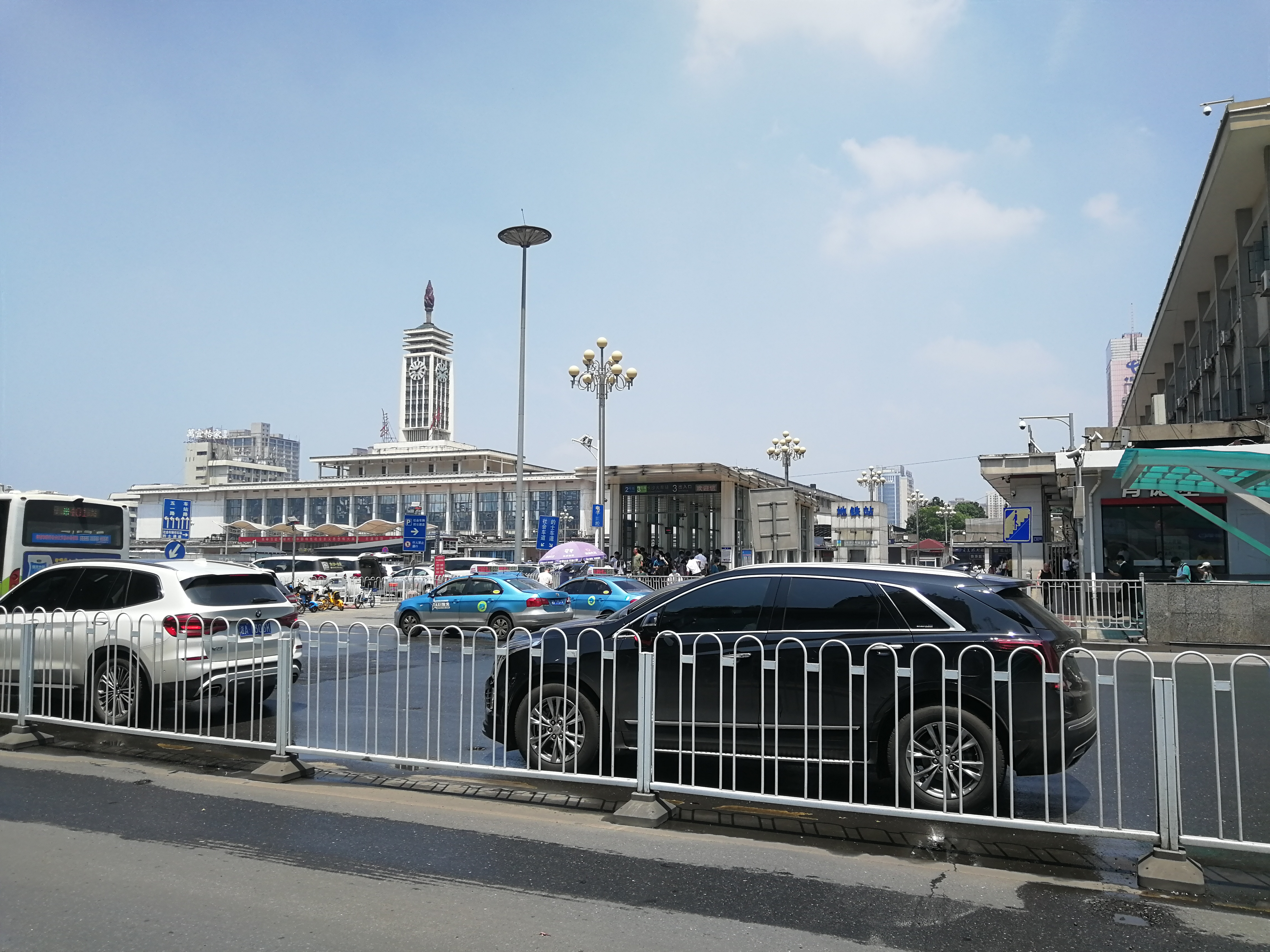
長沙火車站普速場一側
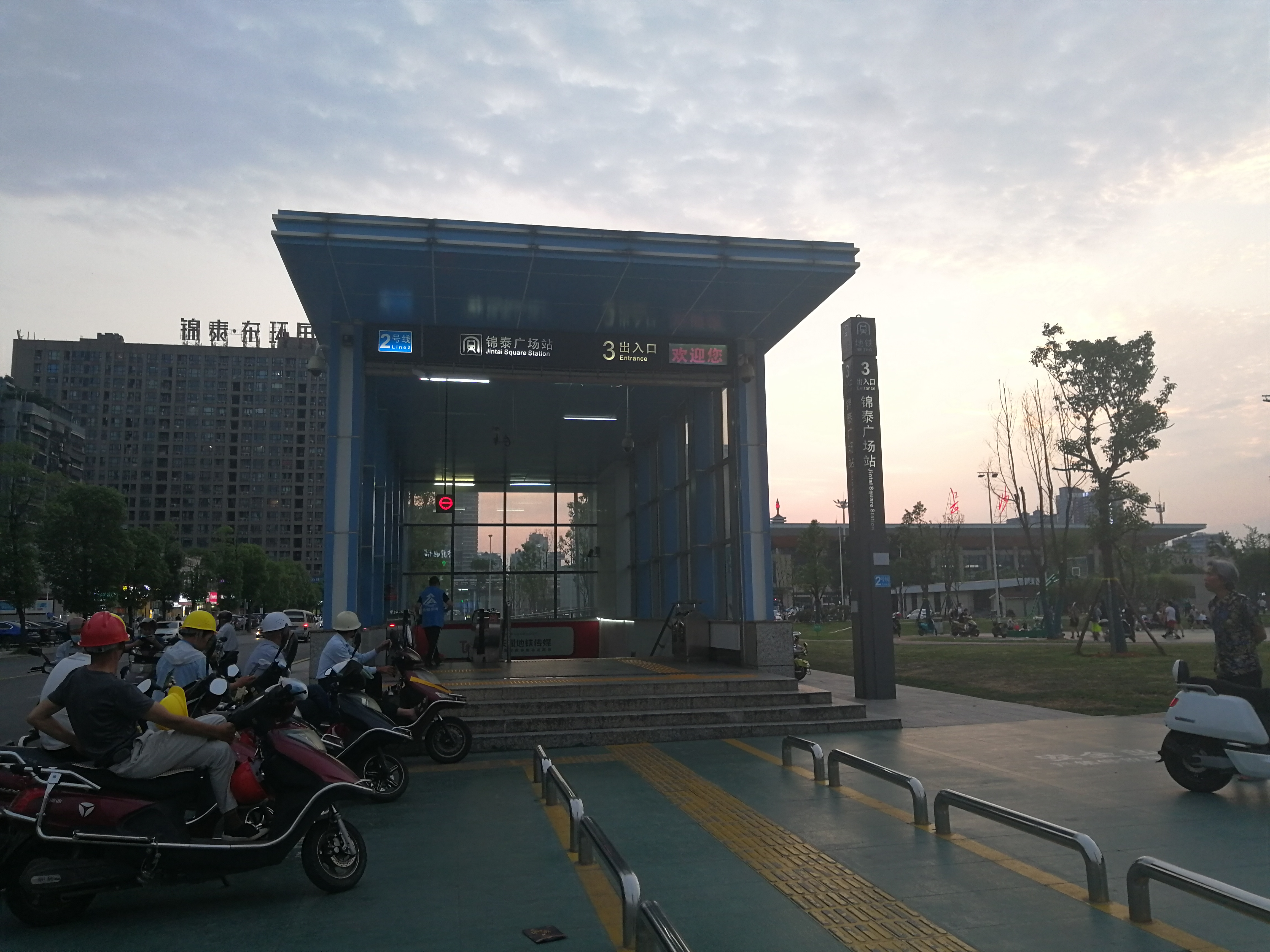
長沙火車站城際場一側 錦泰廣場站 S、D、G字頭列車換乘
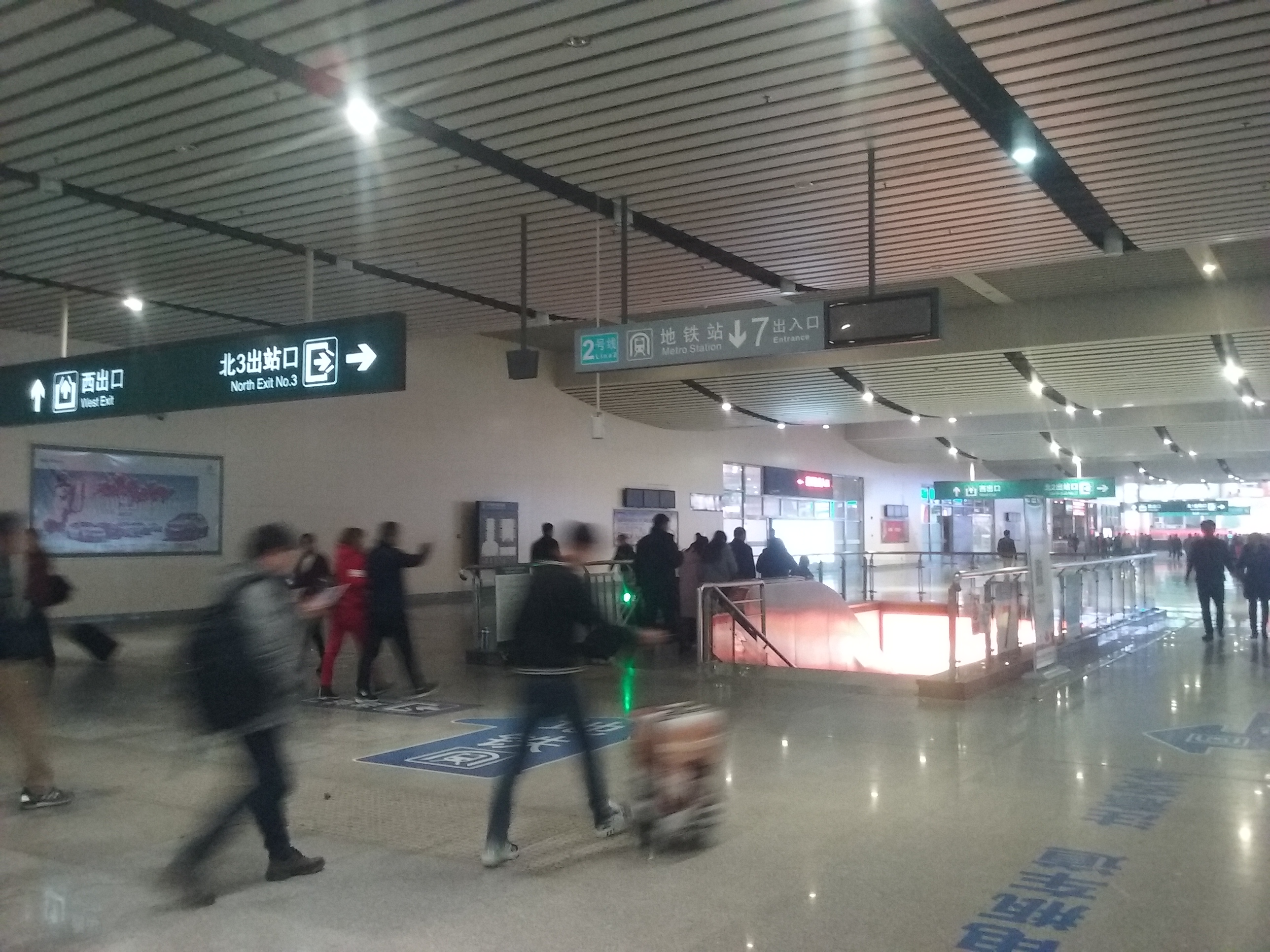
長沙火車南站 圖中入口已圍擋 僅對高鐵出站乘客開放

#### 3号线
3号线于2014年1月3日开工，2019年12月30日开始试运行，2020年6月28日通车试运营，2023年6月28日起与原长株潭城际轨道交通西环线贯通运营，2024年6月27日起长株潭城际轨道交通西环线沿线各站被纳入3号线运营范围。全长53.69千米（含原西环线17.29千米），共设站33座，西南—东北走向，由西南向东北分别是湘潭北站（可换乘高铁）、船形山、黄家湾、双湖、坪塘、红桥 （可换乘云巴）、桐溪、大王山、山塘（可换乘云巴）、洋湖湿地、洋湖新城、阳光、中南大学、阜埠河（换乘4号线）、灵官渡、侯家塘（换乘1号线）、东塘、桂花公园、阿弥岭、朝阳村（换乘6号线）、长沙火车站（换乘长株潭城际铁路（S1）、高铁、普铁、2号线）、烈士公园东、丝茅冲、四方坪、雅雀湖、长沙大学、月湖公园北（换乘5号线）、湘龙、星沙、松雅湖（南）、星沙文体中心、螺丝塘和广生，其中过湘江段(阜埠河至灵官渡)为长沙地铁最长区间，全长2.65公里。3号线是第一条进入长沙县主城区和湘潭市的线路，连接月湖北-四方坪地区、车站路沿线、侯家塘-东塘商圈、后湖艺术区、洋湖新城、大王山地区、湘江科学城以及湘潭九华经开区，同时连接中南大学、国防科技大学、长沙大学等一系列大学。
2024年6月27日，长沙地铁发布了新版的官方线网图，在新的线网图中，长株潭城际轨道交通西环线沿线各站被统一由3号线命名，标识色也由原来的粉色变更为绿色。

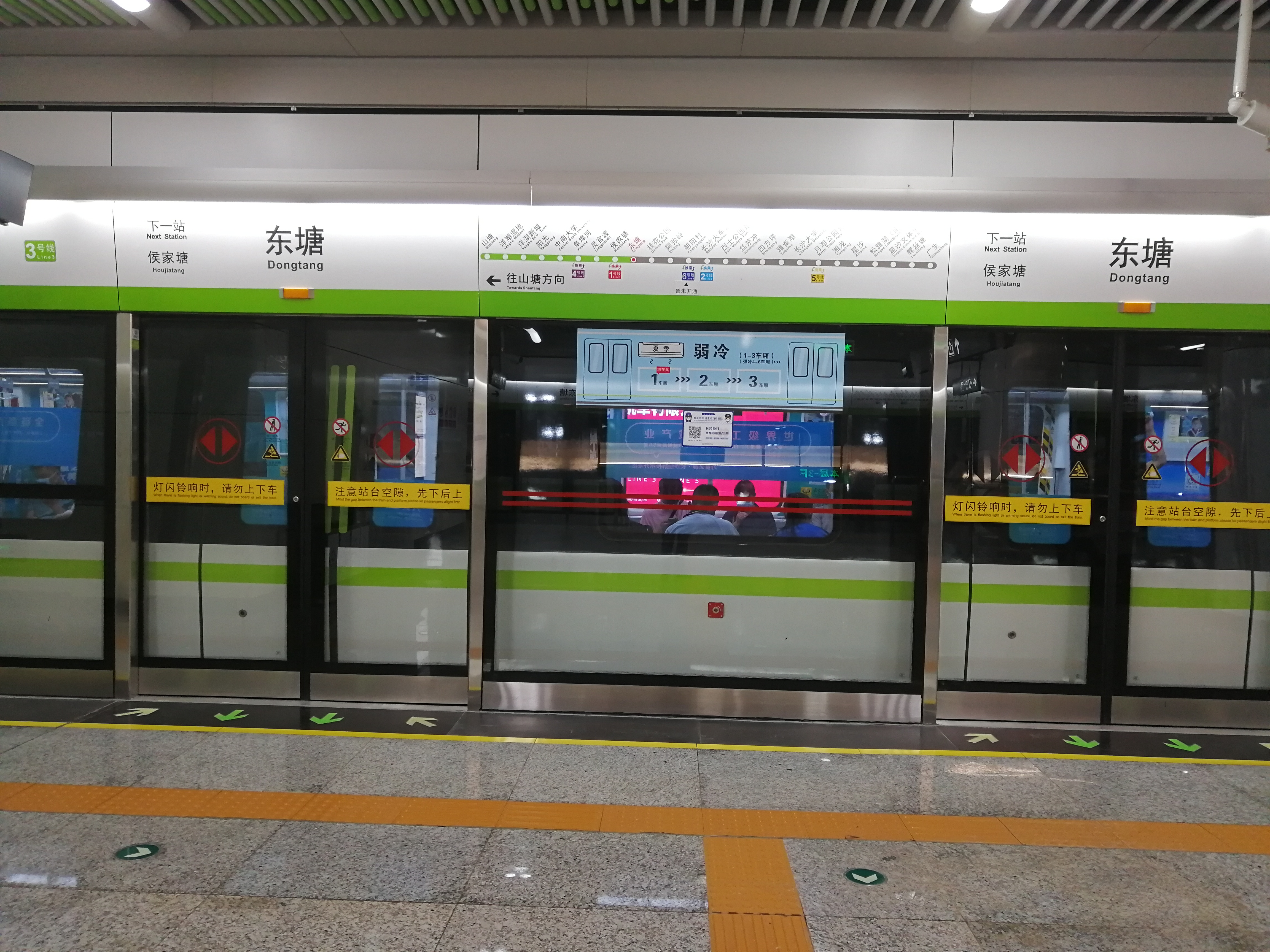
3號線列車停靠在東塘
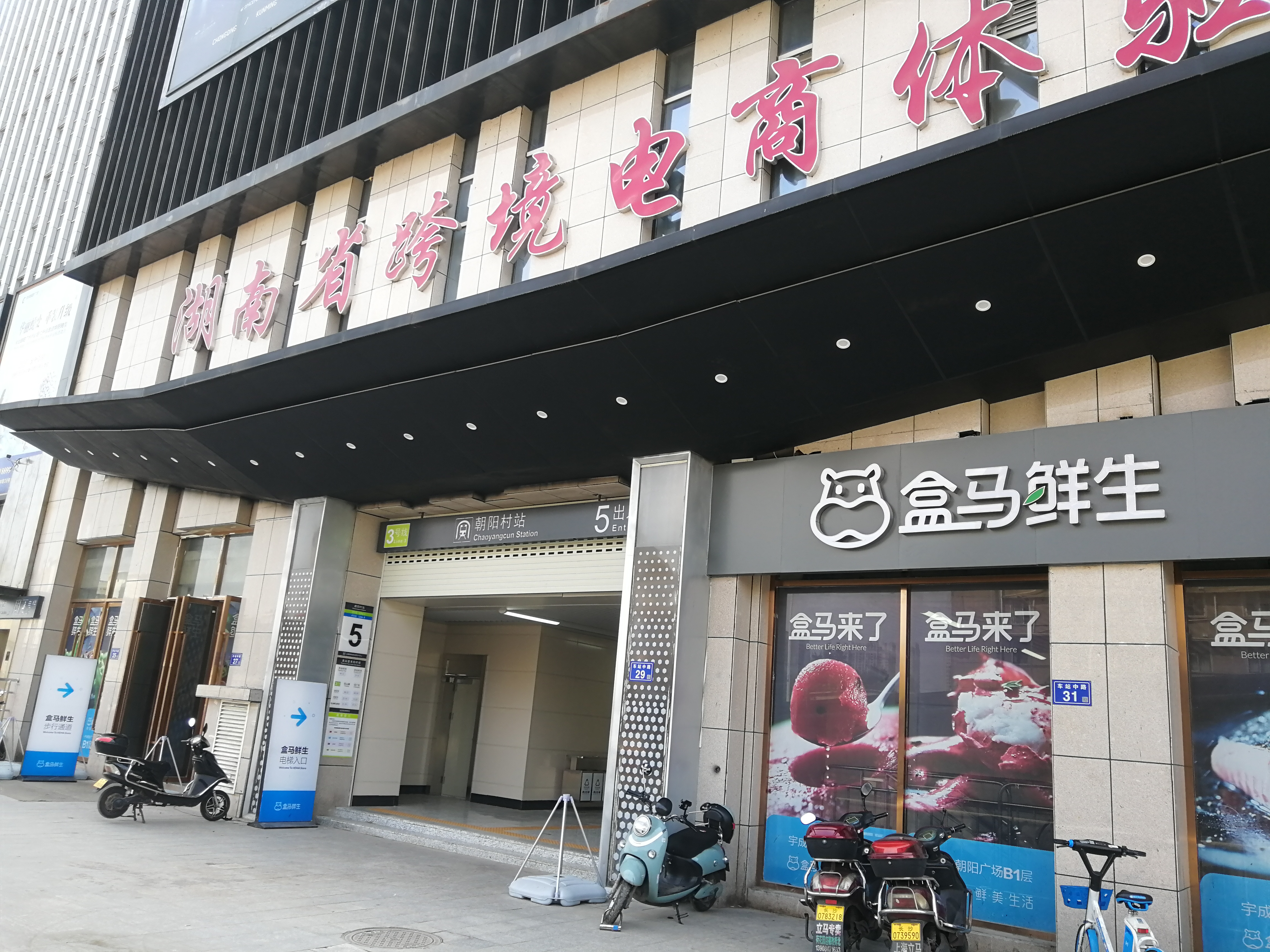
3號線朝陽村站入口
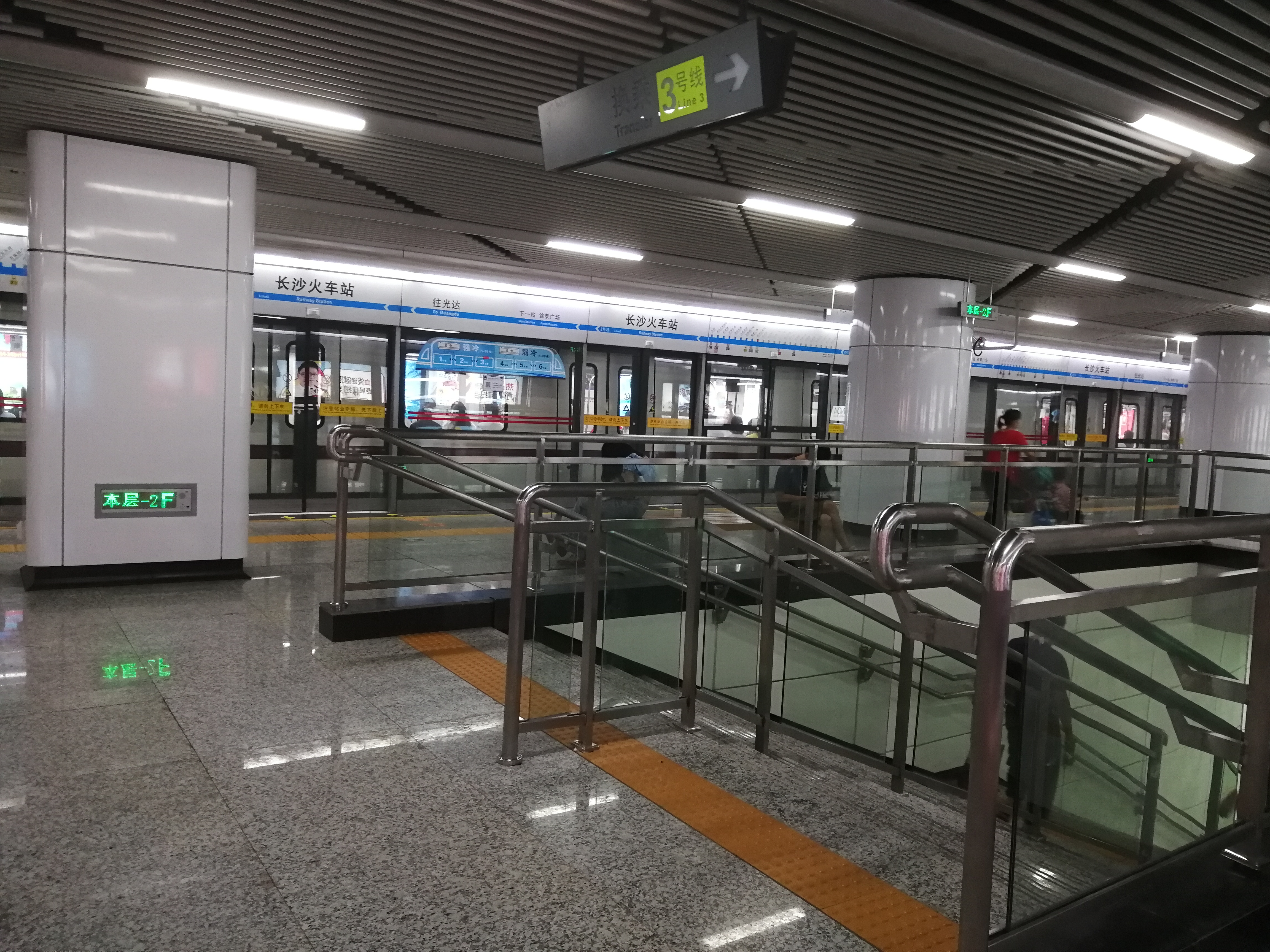
長沙火車站 2号线與3号线的轉乘

#### 4号线
4号线于2014年12月31日开工，2018年12月29日起开始试运行，2019年5月26日通车，线路全长33.5千米，西北-东南走向，共设站25座，自西北向东南分别是罐子岭、月亮岛西、湘江新城、汉王陵公园、福元大桥西、茶子山、观沙岭（换乘长株潭城际铁路）、六沟垅（换乘6号线）、望月湖、溁湾镇（换乘2号线）、湖南师大、湖南大学、阜埠河（换乘3号线）、碧沙湖、黄土岭（换乘1号线）、砂子塘、赤岗岭、树木岭（换乘长株潭城际铁路）、圭塘（换乘5号线）、沙湾公园（换乘2号线）、粟塘、平阳、长沙火车南站（换乘高铁、2号线、磁浮快线（S2））、光达（换乘2号线）以及杜家坪。4号线是第一条进入望城区的地铁路线，连接了湘江新区核心区、岳麓山大学城核心区、南湖路-劳动东路沿线和高铁新城，未来将进一步北延至望城主城区。

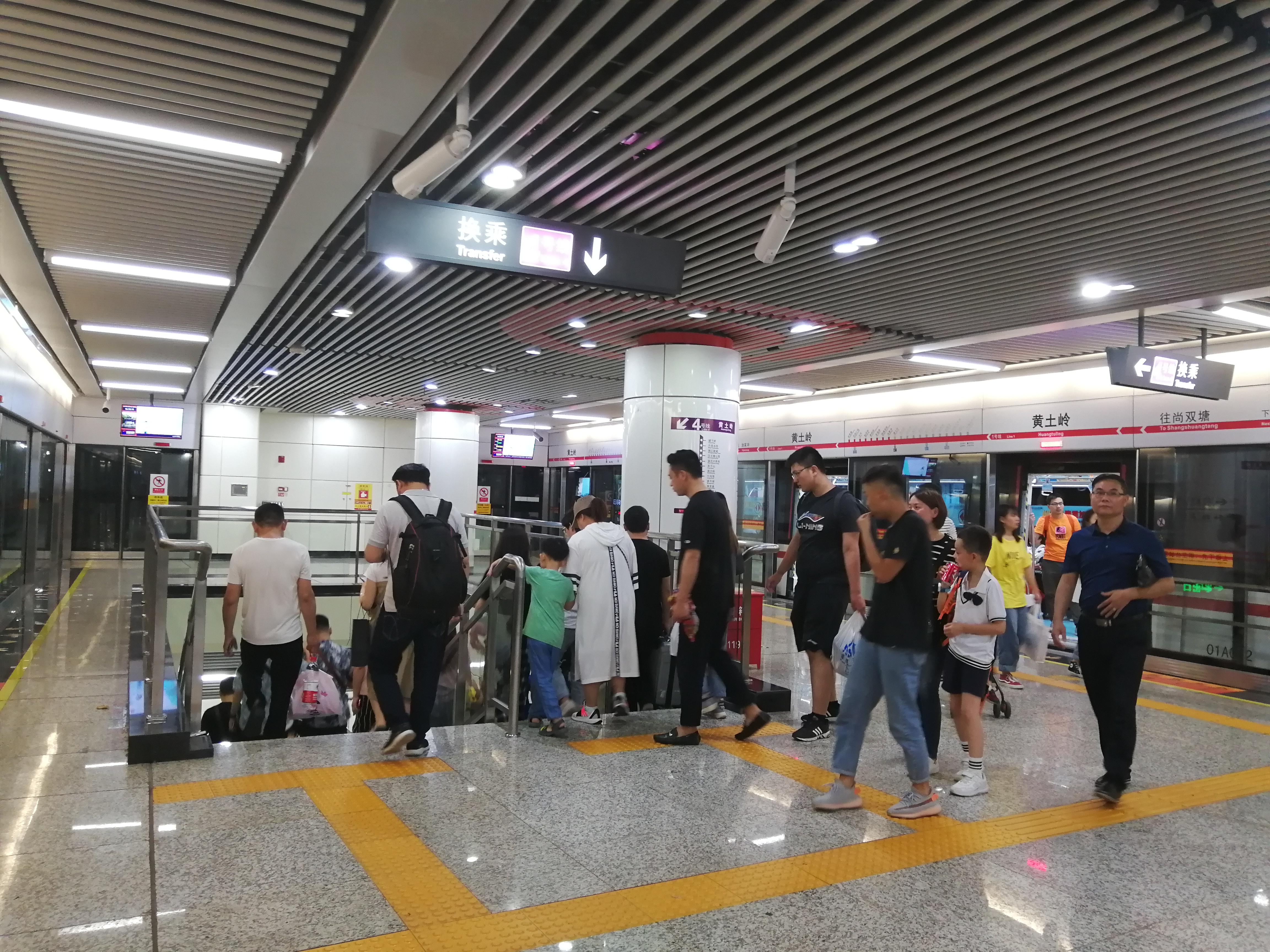
黃土嶺站 1號線轉乘4號線的乘客
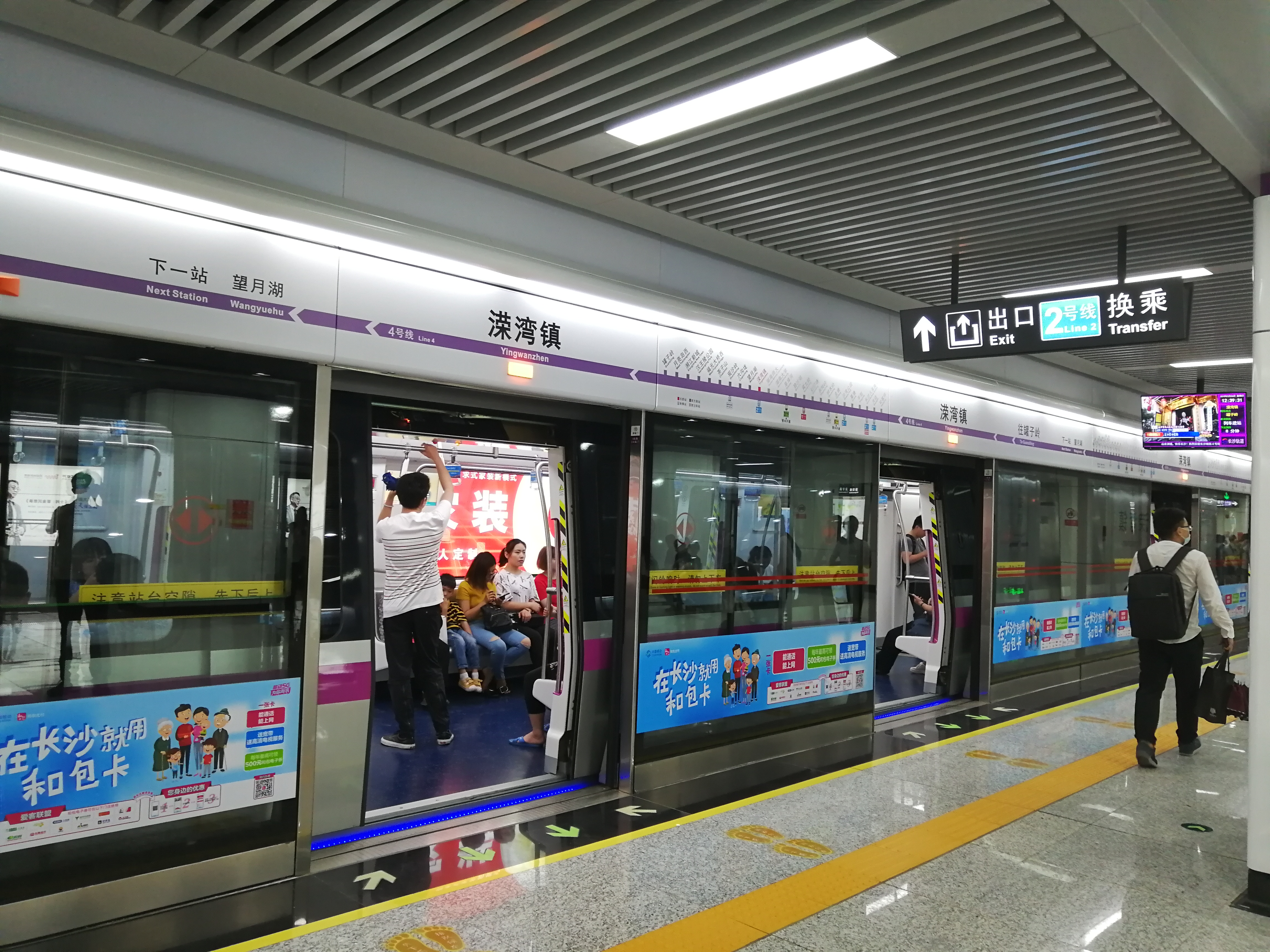
4號線列車停靠溁灣鎮
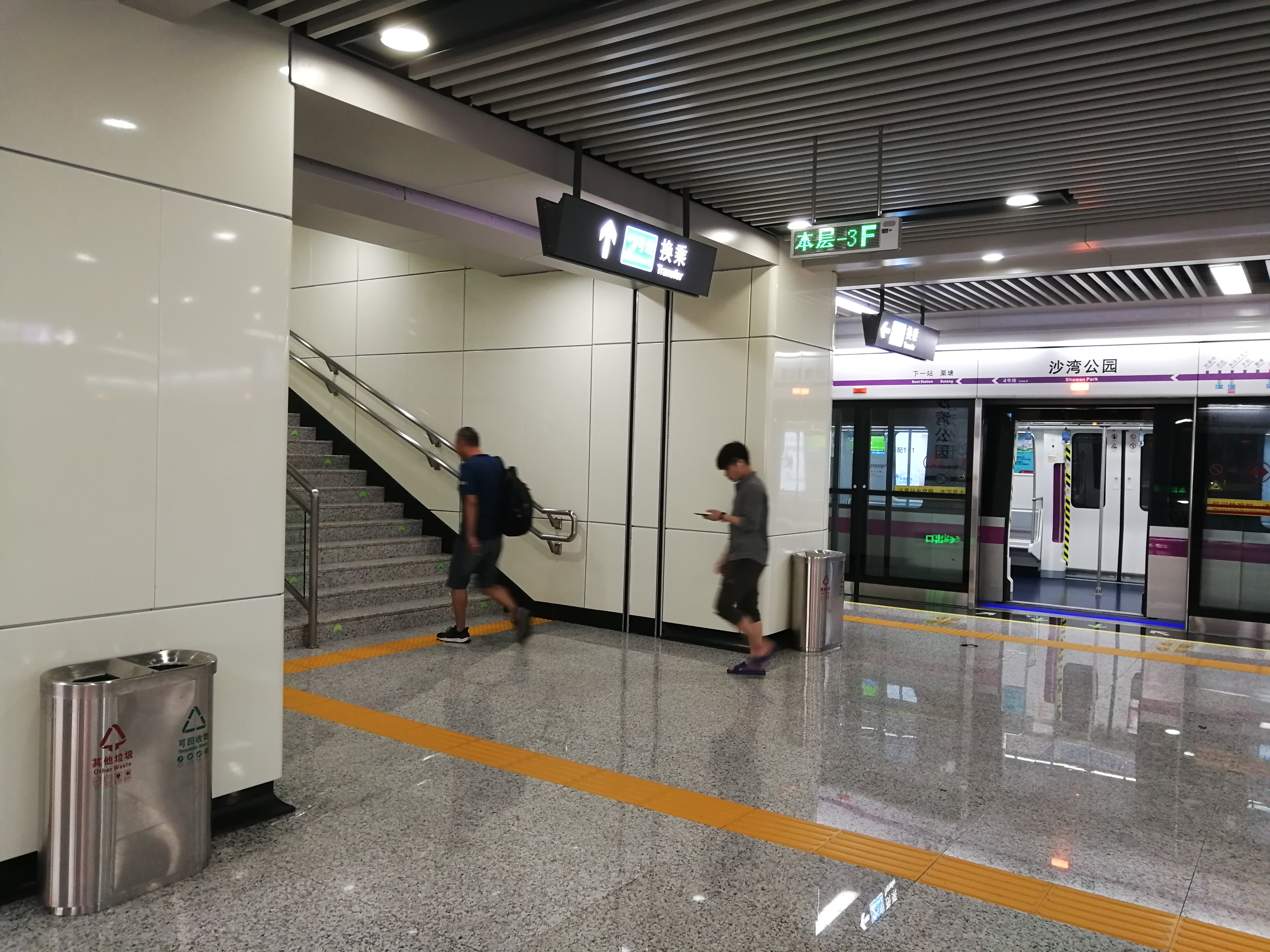
沙灣公園 4號線轉乘2號線的乘客

#### 5号线
5号线于2015年开工，2019年12月30日开始试运行，2020年6月28日通车试运营，总长22.5千米，南北走向，共设站18座，由南向北分别是毛竹塘、板塘冲、大塘、雨花区政府、木桥、圭塘（换乘4号线）、高桥南、高桥北、芙蓉区政府（换乘6号线）、万家丽广场（换乘2号线）、马王堆、火炬村、鸭子铺、马栏山、月湖公园北（换乘3号线）、白茅铺、土桥以及水渡河。5号线大体沿万家丽路地下铺设，连接圭塘河地区、高桥商贸城、马栏山视频文创园核心区和星沙湘龙地区，目前唯一完全在二环路以外的线路。未来将进一步南延至环保科技园地区、大王山地区，北延至万家丽北枢纽。

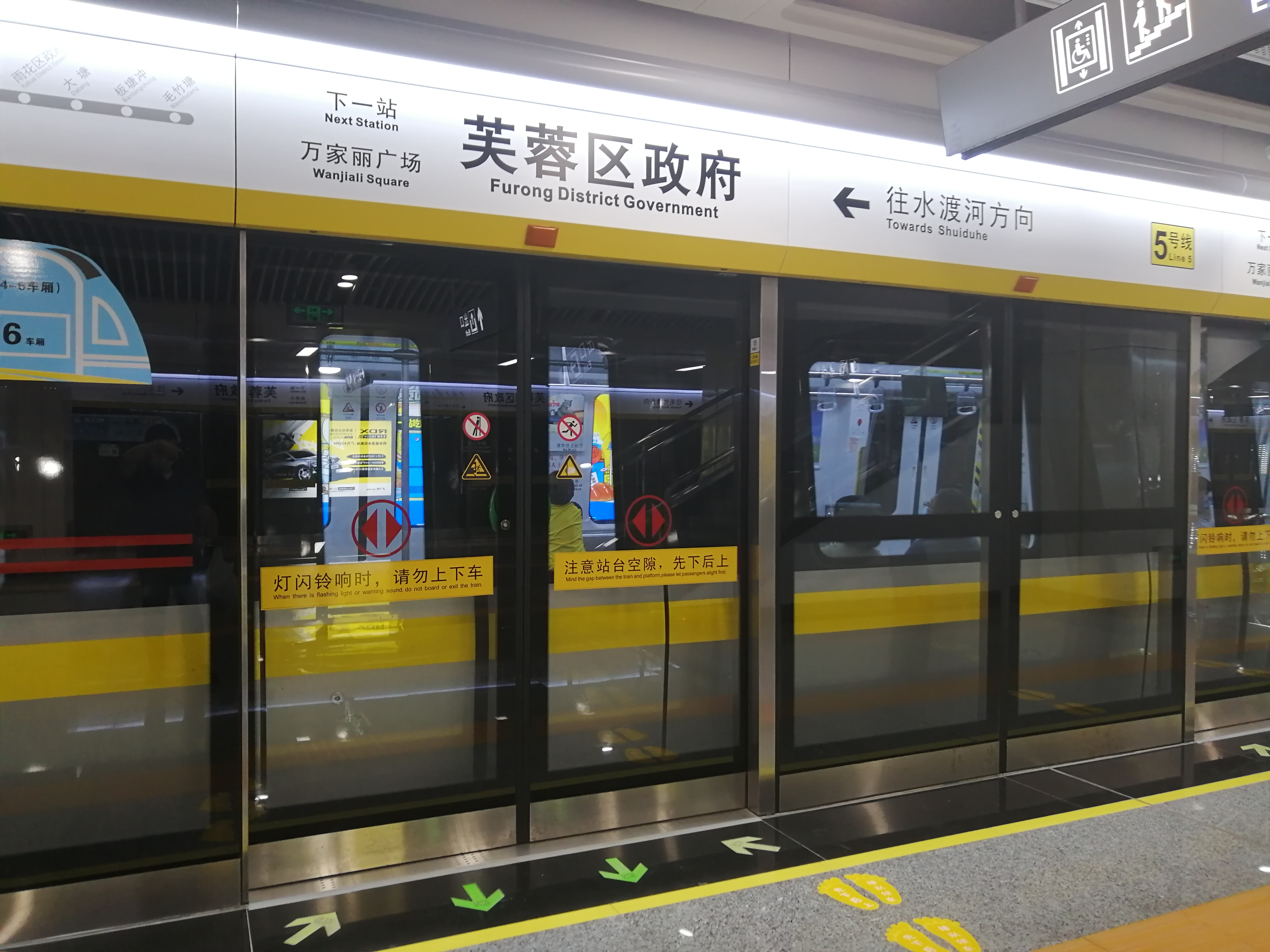
5號線列車 停靠芙蓉區政府站
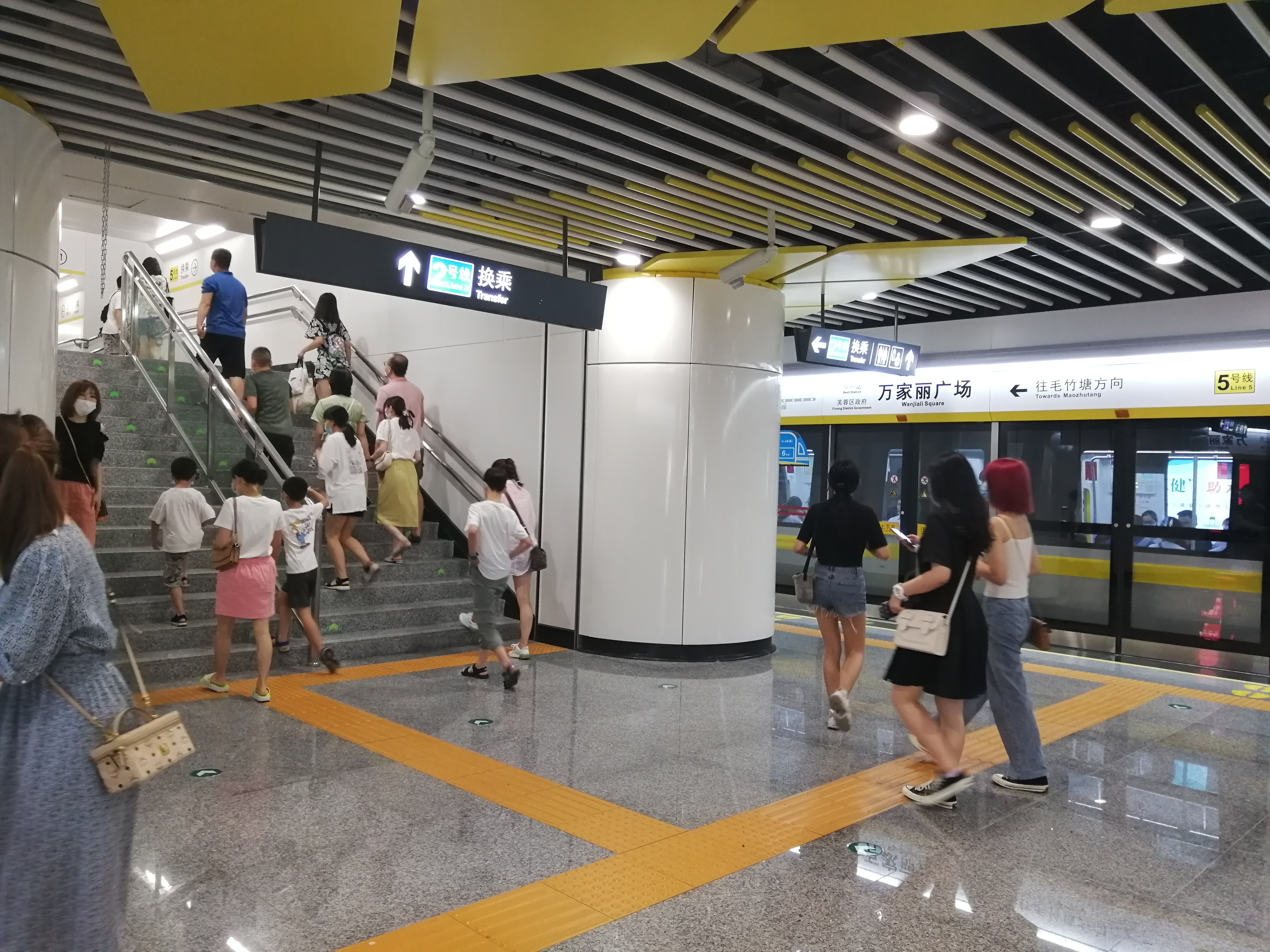
万家丽广场站 乘客换乘2号线
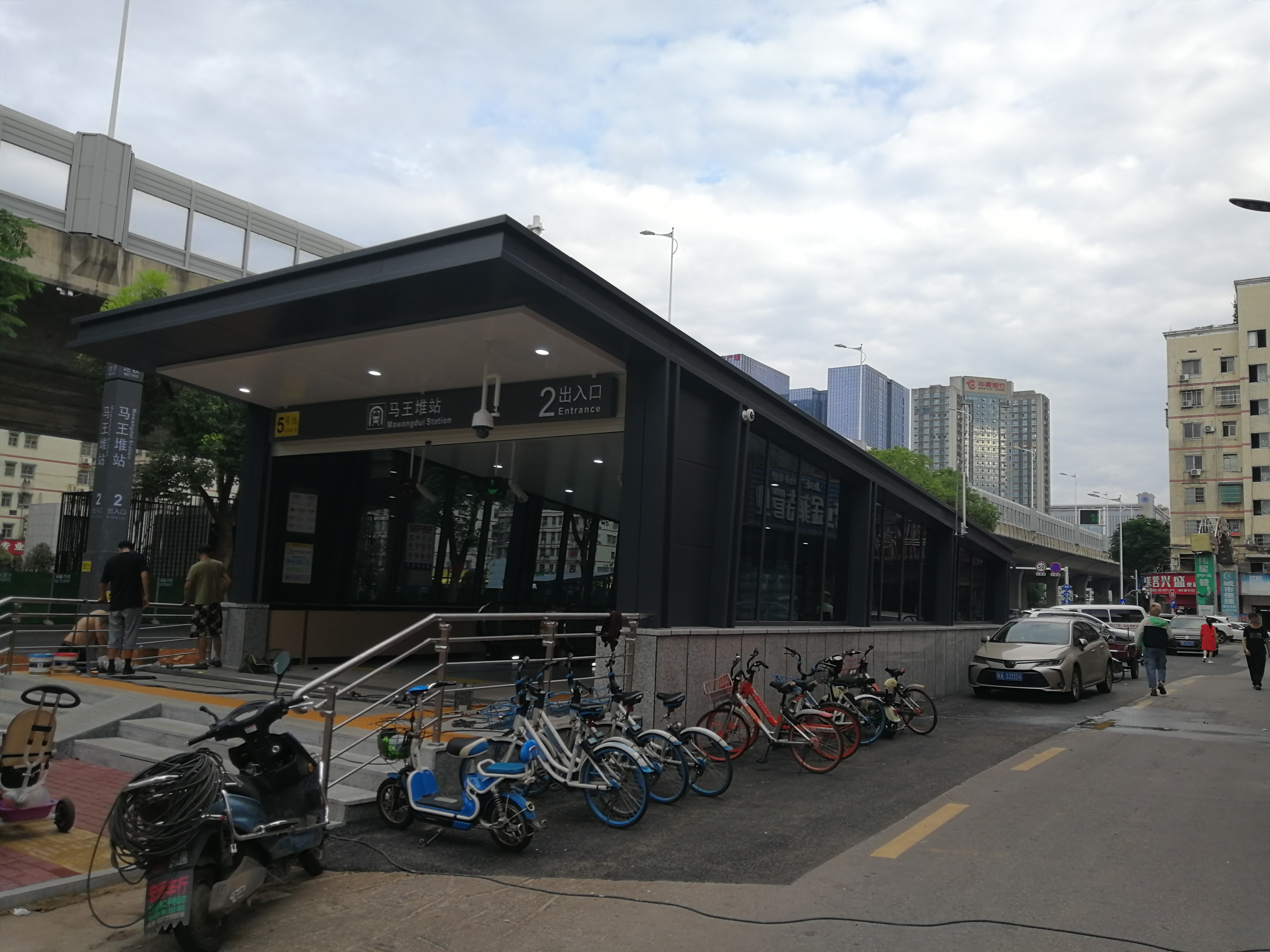
马王堆站入口

#### 6号线
6号线于2016年12月28日开工，2021年12月24日开始试运行，2022年6月28日通车试运营，总长48.1千米，东西走向，共设站34座，由西向东分别是谢家桥、象鼻窝、中塘、一师范西校区、长庆、和馨园、长丰、麓谷体育公园、麓谷公园、涧塘、湖南工商大学、白鸽咀、湘雅三医院、六沟垅（换乘4号线）、文昌阁（换乘1号线）、湘雅医院、烈士公园南、迎宾路口(2号线)、窑岭湘雅二医院、朝阳村（换乘3号线）、芙蓉区政府（换乘5号线）、人民东路（换乘2号线）、花桥、隆平水稻博物馆、农科院农大、东湖、韶光、龙华、檀木桥、曹家坪、龙峰、大路村、木马塅、以及黄花机场T1T2（换乘磁浮快线（S2））。6号线是第一条进入黄花国际机场的地铁线路，并连接麓谷高新区、芙蓉中路CBD、人民路沿线和隆平高科技园区。未来将进一步东延黄花机场3号航站楼，西延至梅溪湖二期。

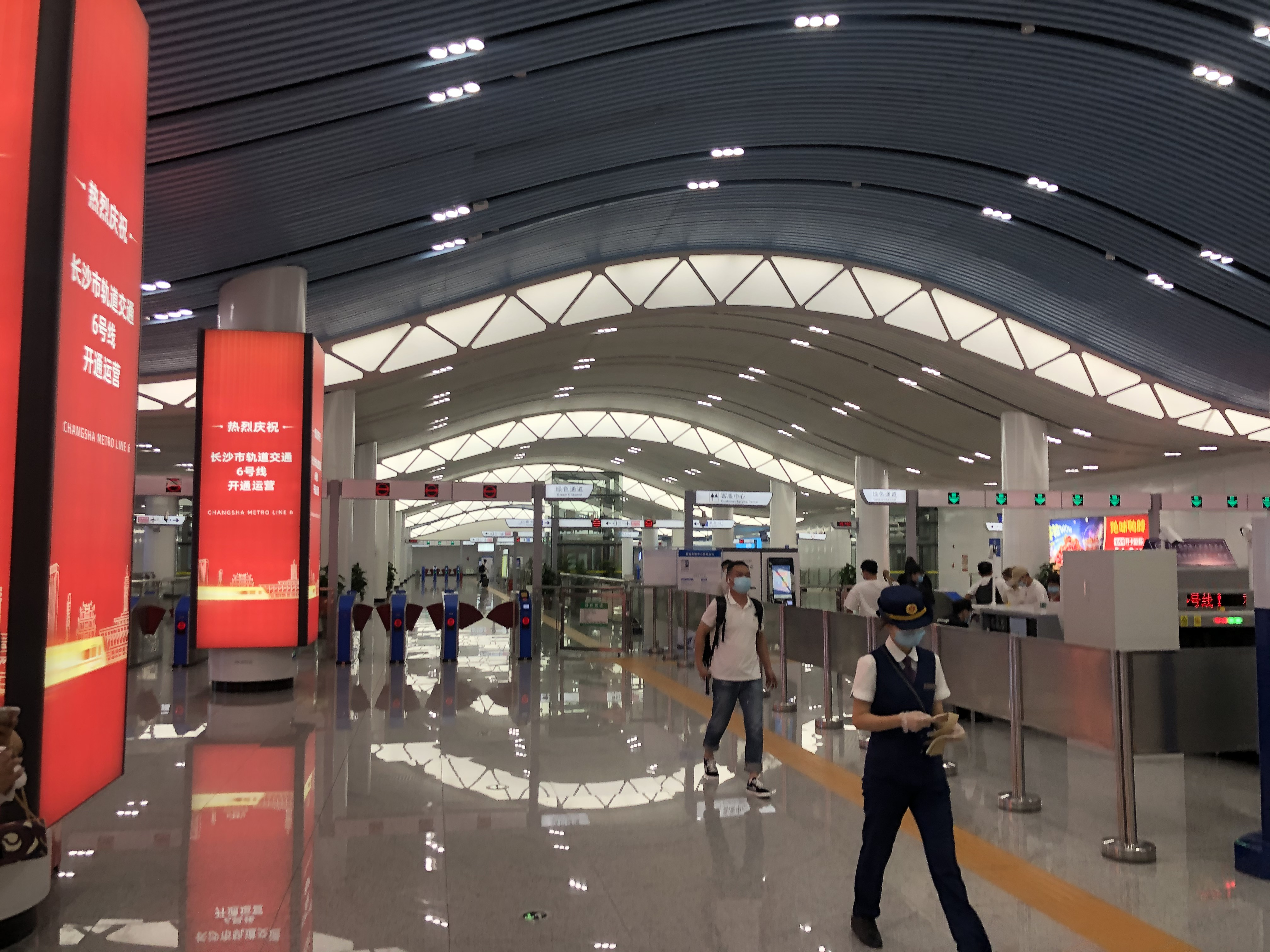
6号线黄花机场T1T2站
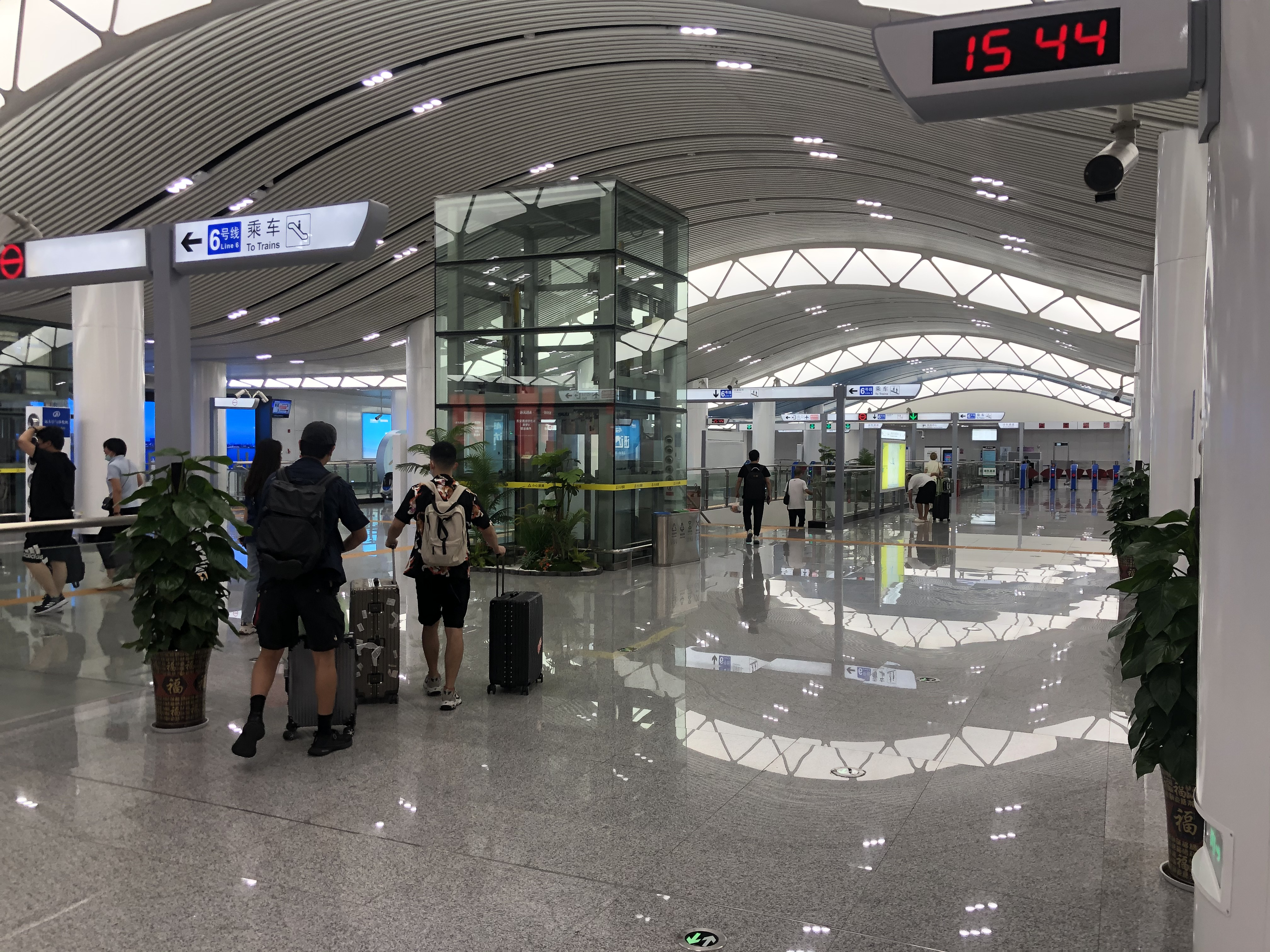
6号线黄花机场T1T2站
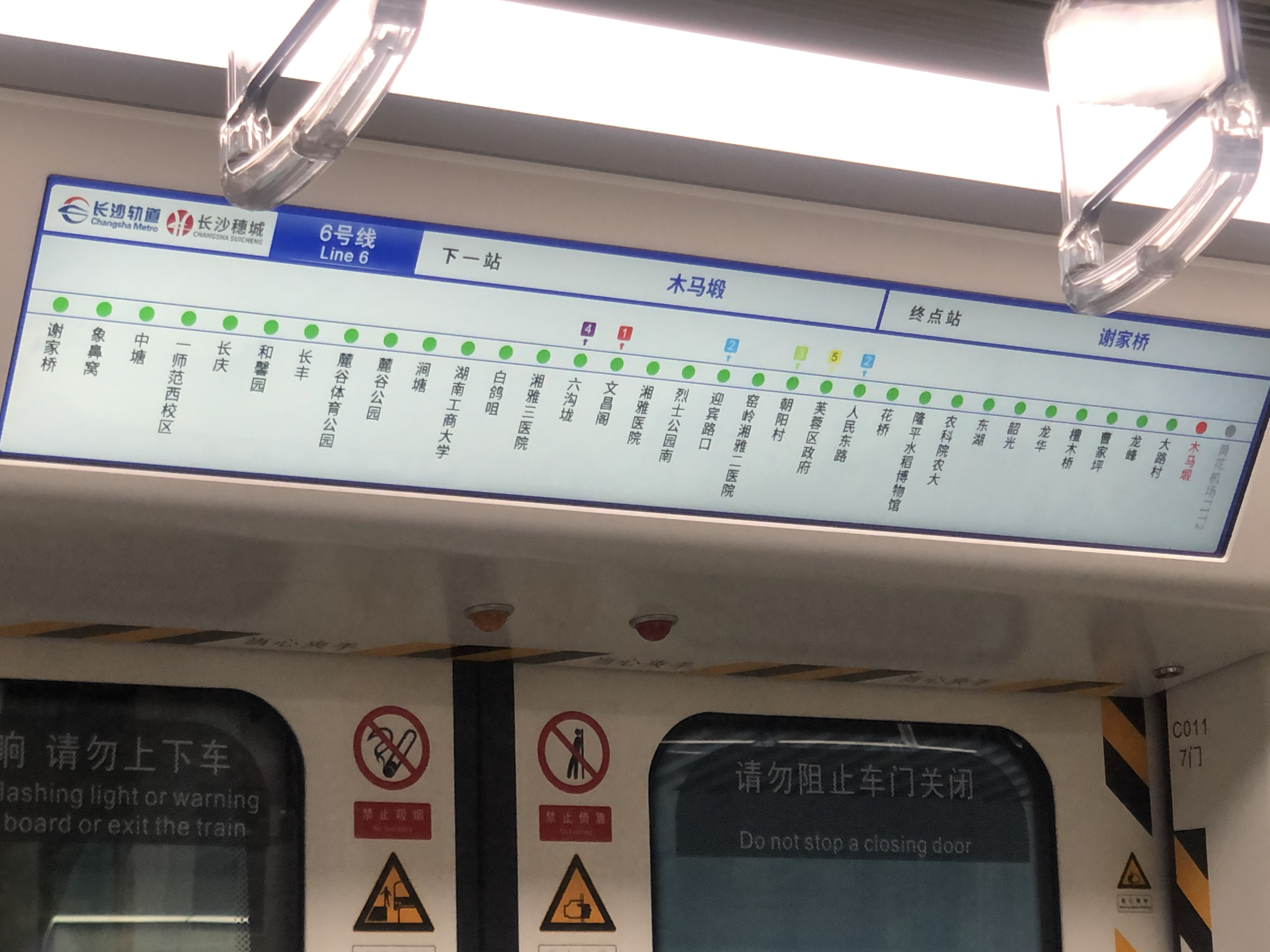
6号线线路UI
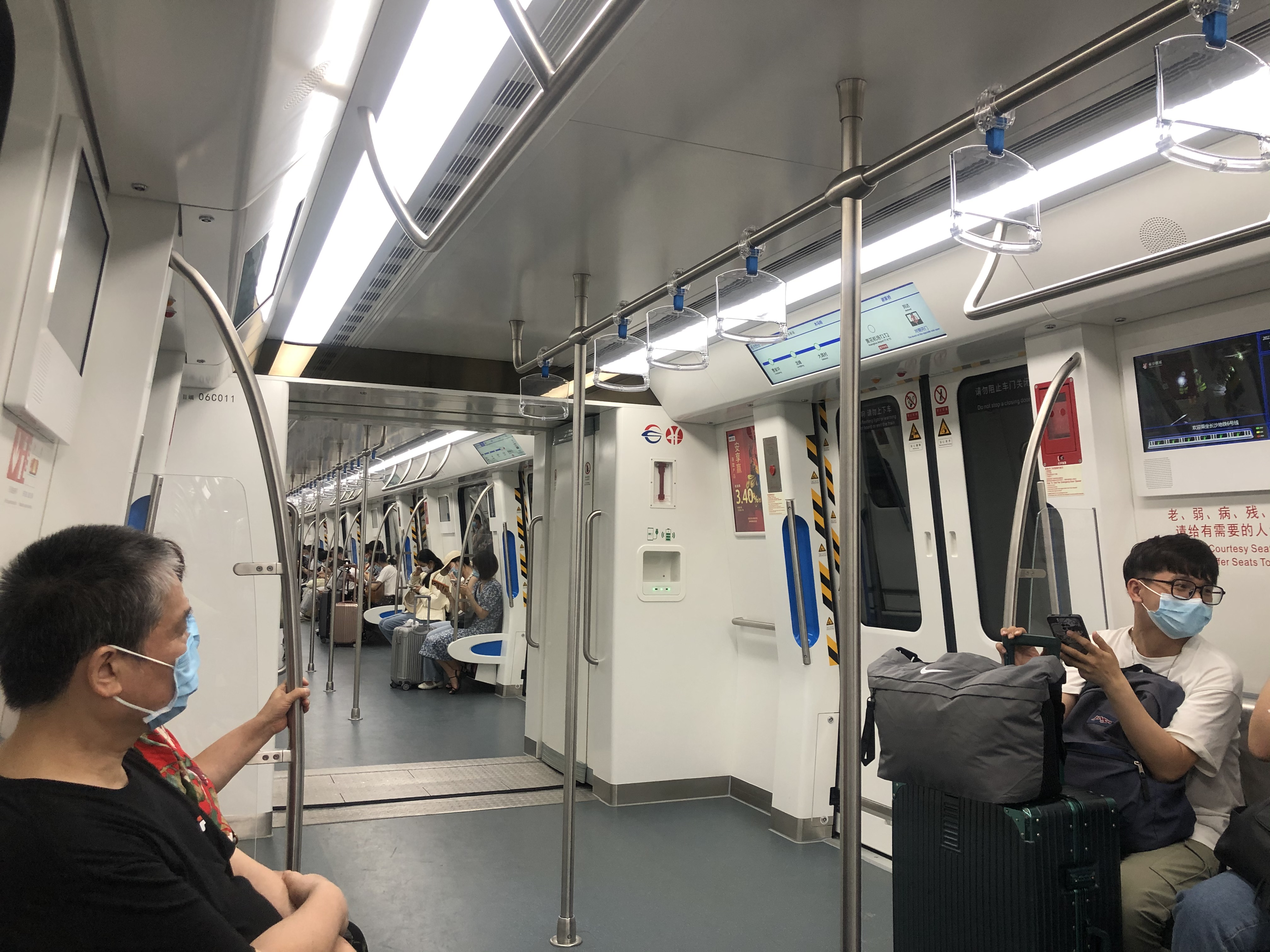
车辆内部
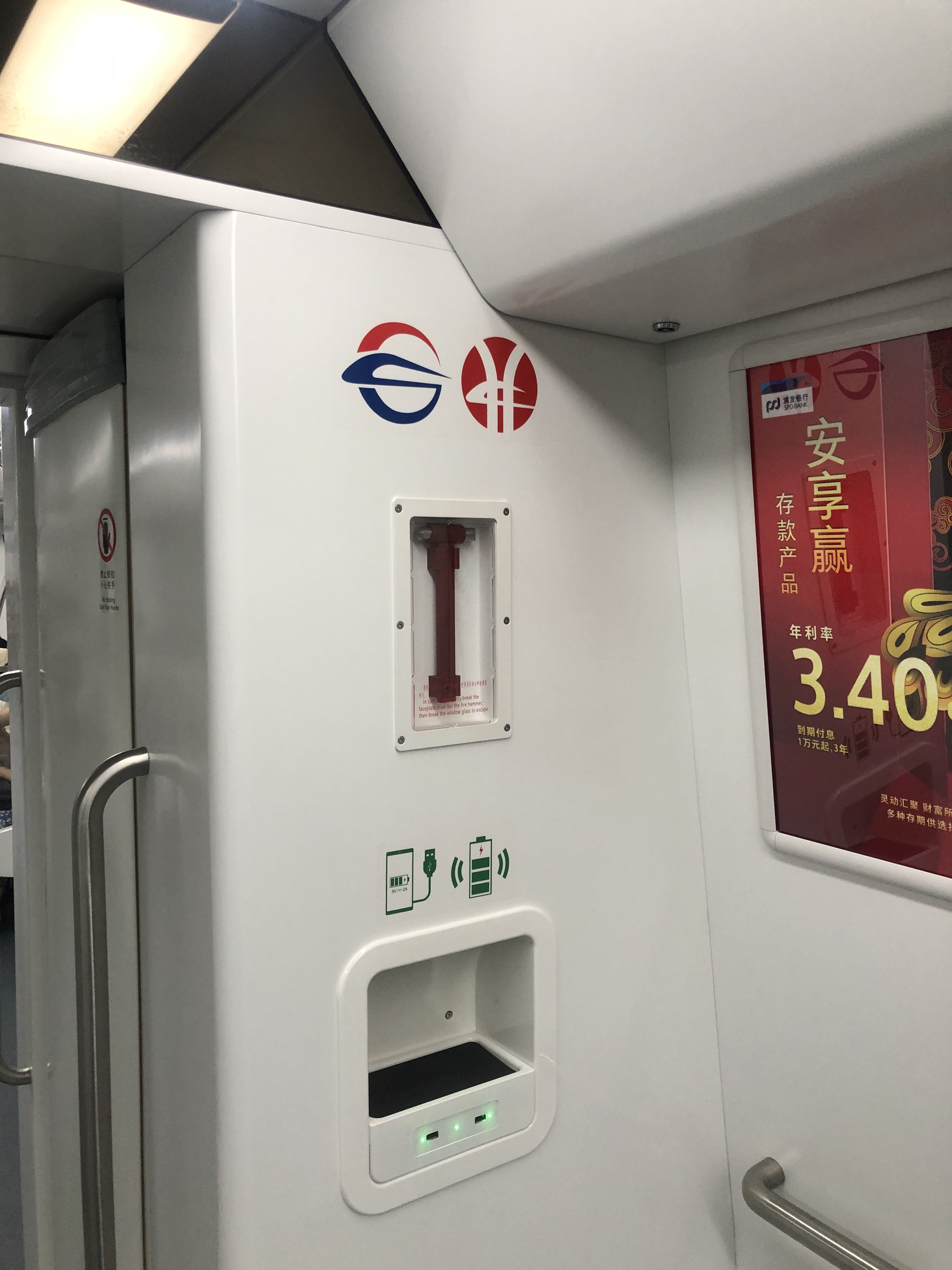
6号线新增了无线充电功能

### 建设中
| 线路 名称       | 线路区间                | 车站 数量 | 线路里程 (千米) | 开工日期       | 预计运营时间 | 当前 状态  | 车辆段 停车场 | 列车编组 |
| --------------- | ----------------------- | --------- | --------------- | -------------- | ------------ | ---------- | ------------- | -------- |
| 2号线 西延二期  | 梅溪湖西-長沙西站       | 11        | 13.99           | 2021年8月16日  | 2025年       | 施工中     | 青山路停車場  | 6B       |
| 6号线 東延      | 黄花机场T1T2-黄花机场T3 | 1         | 3.62            | 2021年4月16日  | 2025年       | 施工中     | 无            | 6A       |
| 7号线 一期南段  | 五里牌-云塘             | 16        | 16.84           | 2021年12月24日 | 2027年       | 施工中     | 南三环车辆段  | 6A       |
| 4号线 北延      | 罐子岭-白马巷           | 10        | 14.9            | 2024年11月     | 2028年       | 实际施工中 | 望城停车场    | 6B鼓形车 |
| S2长浏快线 一期 | 黄花机场T2-黄花机场T3   | 1         | 4.5             | 2020年11月     | 2029年       | 施工中     | -             | 磁浮列车 |
| S2长浏快线 一期 | 黄花机场T3-集里         | 6         | 42              | 2024年11月11日 | 2029年       | 施工中     | 蕉溪停车场    | 磁浮列车 |

#### 2号线西延二期
从2号线现终点梅溪湖西站向西北沿梅溪中轴、汇智路延伸至梅溪湖二期、麓谷二期及长沙西站，共设映日路、中塘、百合路、樱花路、看云路、枫林西路、雷锋西、金州大道、麓学路、岳麓大道、长沙西站等11座车站，同时建设青山路停车场。

#### 6号线东延
从6号线现终点黄花机场T1T2站向东南延伸至黄花机场新航站楼，设黄花机场T3站1座车站。

#### 7号线一期南段
新建线路，从五里牌沿八一路、韶山路延伸至云塘，共设五里牌、袁家岭、窯嶺湘雅二醫院、城南路、東塘、砂子塘、雨花亭、鐵道學院東、林科大、井灣子、正塘路、紅星大市場、汽車南站、萬芙南路、環保大道、雲塘等16座車站，同時建設南三環車輛段。

#### 4号线北延
从4号线现终点站罐子岭站向西北沿金星北路、雷锋大道延伸至望城城区，共设星月北路、吴家冲路、金星路东、同福路、同心路、望城区政府、雷锋东路、连江路、白马巷等16座車站，同時建設望城停车场。

#### S2长浏快线
续建线路，从磁浮快线机场T3站向东沿刘永公路延伸至浏阳经开区及浏阳高新区，于2024年11月11日开工。
此前既有S2线（磁浮快线）东延至机场T3站工程已于2020年11月开工

### 近期规划
“十四五”阶段拟开工的线路包括：
| 线路名称       | 线路区间               | 车站 数量 | 线路 里程 (千米) | 预计开工时间 | 预计运营时间 | 当前状态                      | 车辆段 停车场            | 列车编组 |
| -------------- | ---------------------- | --------- | ---------------- | ------------ | ------------ | ----------------------------- | ------------------------ | -------- |
| 5号线 南延     | 毛竹塘-坪塘            | 11        | 15.1             |              |              | 三期规划调整 环评第一次公示中 | 大托东停车场             | 6B鼓形车 |
| 5号线 北延     | 水渡河-安沙路          | 2         | 3.70             |              |              | 环境影响评价第一次公示        | 无                       | 6B鼓形车 |
| 1号线 北延二期 | 金盆丘-丁字镇          | 2         | 4.63             |              |              | 三期规划调整 （搁置中）       | 无                       | 6B       |
| 7号线 东延     | 五里牌-湘龙            | 6         | 9.6              |              |              | 三期规划调整 环评第一次公示中 | 无                       | 6A       |
| 7号线 南延     | 云塘-生态动物园东      | 1         | 3.7              |              |              | 三期规划调整 环评第一次公示中 | 未定                     | 6A       |
| 8号线          | 岳鞍阁-岳鞍阁 （环线） | 32        | 55.5             |              |              | 四期规划 （搁置中）           | 谷山車輛段、大聖廟停車場 | 未确定   |
| S3长宁快线     | 长庆-宁乡西站          | 13        | 39               |              |              | 多层次轨道交通 规划待批复     | 未确定                   | 磁浮列车 |
| 长沙西站联络线 | 长沙西站-麓谷体育公园  | 6         | 9.8              |              |              | 三期规划调整 环评第一次公示中 | 未定                     | 未定     |

#### 5号线南延
5号线南延规划从现终点站毛竹塘站向西南沿万家丽路、环保大道延伸至雨花经开区及天心经开区，共设新兴、金海路、环保大道、果子园、中信广场、阳光苑、大托东等7座车站，同时建设大托东停车场。2024年10月10日开展环评第一次公示。2025年6月25日征求意见稿公示，由于考虑大托机场占地问题，原南延终点改在大托铺站。
为配合2029年第十六届全运会在长沙奥体中心举办，5号线规划从大托铺向西延伸，途径桂井站、奥体中心北站，跨越湘江在湘江科学城设三馆观音港站，最终抵达坪塘站与3号线换乘，2025年6月9日开展环评第一次信息公示。

#### 5号线北延
从5号线现终点站水渡河站向北沿万家丽路延伸至长沙县北部片区，共设沙安路、安沙路等2座车站。2024年10月10日开展环评第一次公示。

#### 1号线北延二期
从1号线北延一期终点站金盆丘站向北沿芙蓉北路延伸至望城区河东片区，共设林科大涉外、丁字镇等2座车站，唯目前暂予搁置进一步规划。

#### 7号线东延
从7号线一期南段终点站五里牌站向东沿远大路延伸至隆平新城，共设东二环、马王堆、东屯渡桥西、东屯渡桥东、汽车东站等5座车站。2025年6月9日开展的第一次环评信息公示时，表示将进一步延伸至湘龙。

#### 7号线南延
2025年6月9日，第三期规划调整第一次环评信息公示7号线南延从云塘开始，延伸至生态动物园东。

#### 8号线
新建线路，沿福元路、双杨路、湘府路、金星路范围的城区环线，为地铁第四期建设规划（制订中）中的优先建设线路，唯目前暂予搁置进一步规划。

#### S3长宁快线
新建线路，从6号线长庆站向西沿枫林西路、金州大道延伸至宁乡经开区及宁乡城区，为《长株潭都市圈多层次轨道交通规划》（待批复）中的优先建设线路。2025年宁乡市政府称将按省市部署稳定推进规划。

#### 长沙西站联络线
第三期规划调整第一次环评信息公示新增线路，连接长沙西站与麓谷体育公园。

### 远期规划

#### 既有线路
2号线：西段沿望城大道延伸至望城经开区，东段沿劳动路延伸至磁浮榔梨站。
3号线：东段沿开元东路延伸至长龙片区。
4号线：东段沿湘府东路延伸至黄兴片区。
6号线：西段沿许龙路延伸至中联重科智慧园区。
7号线：北段沿东六路延伸至松雅片区，南段沿芙蓉南路延伸至暮云片区。

#### 新建线路
8号线全长约54公里，中心城区的轨道环线，主要沿福元路-双杨路-湘府路-金星路铺设，全段纳入第四期规划建设项目库。
9号线全长约43公里，中心城区的南北干线，从金霞组团向南沿彭家巷路-芙蓉中路-新开铺路进入暮云组团，一期（捞刀河北-长株潭站）纳入第四期规划建设项目库。
10号线全长约49公里，城区北部的东西干线，从长沙西站向东沿青山路-茶子山路-三一大道-漓湘路进入黄花机场，一期（长沙西站-东十路口）纳入第四期规划建设项目库。
11号线全长约48公里，城区外围的东南半环线，从含浦片区向东沿友谊路-东二环-盼盼路到达松雅片区，一期（友谊路-含浦）纳入第四期规划建设项目库。
12号线全长约42公里，城区外围的东北半环线，从长沙西站向东沿月亮岛路-兴联路-星沙大道-红旗路到达长沙南站。
13号线全长约36公里，城区西部的南北干线，从望城城区向南沿雷锋大道-尖山路-麓云路-含浦大道到达含浦片区。
14号线全长约32公里，中心城区的东西干线，从麓谷片区向东沿枫林路-咸嘉湖路-营盘路-合平路到达黄兴片区。

#### 市域线路
长宁快线线路全长约35公里，从麓谷片区沿枫林西路、金州大道向西到达宁乡西站。
S2长浏快线线路全长48.73公里，從長沙黃花國際機場在建的T3客運大樓出發到瀏陽關口站，設計時速160公里每小時。
长株潭西环线（红桥至湘潭北站区间已经开通，现与长沙地铁3号线贯通运营）线路全长约47公里，从望城城区沿望城大道、雷高路、潭州大道向南到达湘潭北站、株洲西站。
S4 长株快线线路全长约45公里，从高岭片区沿兴联路、黄兴大道向南到达株洲西站。
- 长沙地铁调度系统（展品)

### 列车换乘
2016年6月28日1号线通车后，五一广场成为长沙地铁首座换乘站，与最早通车的2号线十字换乘。截止到2024年6月28日长沙地铁1号线北延一期工程开通，换乘站数量已达18座，其中月湖公园北站是第一座开通即换乘的车站。

#### 长沙火车站
长沙地铁与国铁长沙站的换乘主要依靠长沙火车站和锦泰广场站两座地铁站。其中，长沙火车站位于长沙站西站房一侧，为2号线和3号线的换乘站，可出站换乘国铁普速铁路、长株潭城际铁路（S1）（仅限地铁换乘城铁，城铁无法从西广场出站）。锦泰广场站位于长沙站东站房一侧，为2号线车站，有换乘通道直接连接东站房，可换乘长株潭城际铁路（S1）。两侧站房之间也有地下通道相连通。乘客亦可搭乘地铁2号线往来西站房和东站房。
- 2号线列车运行于
锦泰广场至長沙火车站区间

#### 换乘站明细

##### 与地铁、磁浮、城铁、云巴换乘情况
| 车站                   | 线路1       | 线路2                                   | 换乘方式                  |
| ---------------------- | ----------- | --------------------------------------- | ------------------------- |
| 五一广场               | 1号线       | 2号线                                   | 十字站台换乘              |
| 侯家塘                 | 1号线       | 3号线                                   | 叠岛站台换乘              |
| 黄土岭                 | 1号线       | 4号线                                   | L形站台换乘               |
| 文昌阁                 | 1号线       | 6号线                                   | 站厅通道换乘              |
| 开福寺                 | 1号线       | 长株潭城际铁路（S1） 开福寺站           | 站厅通道换乘 （出闸换乘） |
| 中信广场（城际先锋站） | 1号线       | 长株潭城际铁路（S1） 先锋站             | 出站换乘                  |
| 长沙火车站             | 2号线       | 3号线                                   | T型站台换乘               |
| 溁湾镇                 | 2号线       | 4号线                                   | 站厅通道换乘              |
| 沙湾公园               | 2号线       | 4号线                                   | 十字站台换乘              |
| 光达                   | 2号线       | 4号线                                   | 站厅通道换乘              |
| 万家丽广场             | 2号线       | 5号线                                   | 十字站台换乘              |
| 迎宾路口               | 2号线       | 6号线                                   | 站厅通道换乘              |
| 人民东路               | 2号线       | 6号线                                   | 站厅通道换乘              |
| 锦泰广场               | 2号线       | 长株潭城际铁路（S1） 长沙站             | 通道换乘（出闸换乘）      |
| 长沙火车南站           | 2号线       | 4号线                                   | 共用站厅换乘              |
| 长沙火车南站           | 2号线 4号线 | S2线 磁浮高铁站                         | 出站换乘                  |
| 月湖公园北             | 3号线       | 5号线                                   | T型站台换乘               |
| 朝阳村                 | 3号线       | 6号线                                   | 站厅通道换乘              |
| 阜埠河                 | 3号线       | 4号线                                   | 节点换乘                  |
| 山塘                   | 3号线       | 大王山旅游线（Y1）                      | 出站换乘                  |
| 红桥                   | 3号线       | 大王山旅游线（Y1）                      | 出站换乘                  |
| 圭塘                   | 4号线       | 5号线                                   | 站厅通道换乘              |
| 六沟垅                 | 4号线       | 6号线                                   | T型站台换乘               |
| 观沙岭                 | 4号线       | 长株潭城际铁路（S1） 观沙岭站、树木岭站 | 出站换乘                  |
| 树木岭                 | 4号线       | 长株潭城际铁路（S1） 观沙岭站、树木岭站 | 站厅通道换乘 （出闸换乘） |
| 芙蓉区政府             | 5号线       | 6号线                                   | 站厅通道换乘              |
| 黄花机场T1T2           | 6号线       | S2线 磁浮机场站                         | 站厅通道换乘 （出闸换乘） |

##### 与普速、高铁对接情况
| 车站         | 地铁、磁浮、城际线路       | 对接火车站                                                   | 对接方式 |
| ------------ | -------------------------- | ------------------------------------------------------------ | --- |
| 湘潭北站     | 3号线                      | 沪昆高速铁路 湘潭北站                                        | 出站换乘 |
| 长沙火车站   | 3号线 2号线                | 京广铁路 石长铁路 长株潭城际铁路 渝厦高铁（常益长段） 长沙站 | 出站换乘 |
| 锦泰广场     | 2号线 长株潭城际铁路（S1） | 京广铁路 石长铁路 长株潭城际铁路 渝厦高铁（常益长段） 长沙站 | 出站换乘，东站房为 长株潭城际铁路（S1）及渝厦高铁专用候车区，乘坐京广铁路及石长铁路需经通道到达西站房 长株潭城际铁路（S1）与 2号线有通道连接，城铁换乘地铁实施单向免安检 |
| 长沙火车南站 | 2号线 4号线 S2线           | 沪昆高速铁路 京广高速铁路 长沙南站                           | 高铁换乘地铁（2、4）单向免安检，其余均需重复安检 |

##### 未来
| 车站           | 线路1 | 线路2                         | 线路3                       |
| -------------- | ----- | ----------------------------- | --------------------------- |
| 中塘           | 2号线 | 6号线                         |                             |
| 长沙火车西站   | 2号线 | 长株潭城际铁路 （S1）长沙西站 |                             |
| 中信广场       | 5号线 | 1号线                         | 长株潭城际铁路（S1） 先锋站 |
| 袁家岭         | 7号线 | 2号线                         |                             |
| 东塘           | 7号线 | 3号线                         |                             |
| 砂子塘         | 7号线 | 4号线                         |                             |
| 环保大道       | 7号线 | 5号线                         |                             |
| 窑岭湘雅二医院 | 7号线 | 6号线                         |                             |
| 洞井           | 7号线 | 长株潭城际铁路（S1）洞井站    |                             |

## 票务

### 基本票价
长沙市轨道交通按里程计价，起步价2元可乘6公里，超过6公里采用“递远递减”的计价原则，6—16公里范围内每递增5公里加1元，16—30公里范围内每递增7公里加1元，30公里以上每递增9公里加1元。
|  |  |  |  |  |  |  |  |

### 车票（乘车码、交通卡）种类

#### 实体单程票
车站自动售票机发售，在购票站当站、当日运营时段内进站有效，可使用现金以及微信、支付宝等电子支付方式购买。此种方式无优惠。

#### 手机二维码
全系统所有闸机均支持长沙地铁官方APP（电子单程票、电子储值票、乘车码）、微信城市通小程序、支付宝、云闪付、湘行一卡通、我的长沙、和包、湘易办、Metro大都会、铁路e卡通刷码乘车。S2线（磁浮）不支持湘行一卡通乘车。

#### 交通卡（含手机NFC版本）
全系统所有闸机均支持全国交通联合卡（实体卡、NFC）刷卡乘车。已停发的普通储值票（含地铁普通储值票、磁浮普通储值票）也可正常乘车、充值。老年卡、学生卡也可刷卡进站，其中学生卡14岁以下免费乘车，14岁以上五折优惠。

### 票务融通
长沙地铁APP可刷码乘坐长沙公交、地铁、磁浮（S2线），并可在APP内注册使用铁路e卡通乘坐长株潭城际铁路（S1线）。除湘行一卡通外，其余乘车码、交通卡均可一码通乘长沙地铁1-6号线及磁悬浮（S2线）。
长沙地铁有计划将S2线（磁浮）增设车站并入长沙地铁票务系统，并计划实现站内换乘。
长沙地铁于2024年引入铁路e卡通二维码刷码乘坐地铁。

### 车票通用规则
1. 车票实行一人一票制，同一张车票不可用于多人使用。
2. 乘客如已验票而未进闸，20分钟内可至验票站免费更新进闸记录，超过20分钟仍未处理的，则予以作废且不予退还票款
3. 同站进出亦视为乘车完毕，支付该票种的单程最低票价。
4. 乘车记录不完整的，无法正常进出闸。
  - 缺少出闸记录，按该车票单程最高票价补交票款；
  - 缺少进闸记录，按照实际行程补进闸记录。
5. 乘车时限为210分钟，超过210分钟的按出闸站线网最高单程票价补交差额票款[30][24]。

### 优惠政策

#### 免费乘车
14周岁以下儿童、65岁以上老年人以及现役退伍军人、残障人士、“三属”（烈士遗属、因公牺牲军人遗属、病故军人遗属）、消防救援人员、残疾人、长沙“人才绿卡”及附属卡持卡人、“长沙工匠证”持卡人、无偿献血爱心人士可凭有效证件经绿色通道乘车。其中14周岁以下儿童、65周岁以上老人可持本人有效身份证件复印件经绿色通道乘车，也可持本人学生卡、老年卡直接通过闸机刷卡免费乘车。

#### 刷卡5折优惠乘车
具有长沙市学籍的普通中小学生、高中、职高和中专的在校学生凭身份证（或户口簿）、学生证（或学籍卡）原件办理学生卡，持学生卡可享受长沙市轨道交通票价5折优惠

#### 交通卡、乘车码9折优惠乘车
持交通卡（含异地交通联合卡）、长沙地铁APP、湘行一卡通APP、微信乘车码、支付宝乘车码、云闪付乘车码等方式乘车均可享受9折优惠。

### 停运、跳站
每逢橘子洲夜晚燃放焰火，2号线列车将会不停站通过橘子洲站。另外2017、2019、2021年湘江大洪水以及2019冠状病毒病疫情（1月27日至3月18日）严重期间，橘子洲站全天候关闭。

因周边区域有2019冠状病毒病疫情发生，为加强防控，部分车站也会进行临时关闭措施。截至2022年12月，已知的临时关闭的车站如下：
- 五一广场站（2022年3月20日[31]——2022年 4月2日）。
- 迎宾路口站（2022年3月22日[32]——2022年4月4日）。
- 阳光站、湖南大学站（2022年3月27日—2022年4月9日）
- 湖南师大站（2022年3月28日—2022年4月9日）
- 4号线光达站
- 4号线杜家坪站

因2024年年初大雪天气，西环线红桥站至湘潭北站曾短暂停运。
因2024年6-7月湖南地区遭遇强降水天气，2024年6月26日，长沙地铁2、3号线（含原西环线）曾停运数个小时，橘子洲站曾停运数日。2024年7月28日，2号线、3号线长沙火车站、望城坡站曾停运数小时，橘子洲站也由于湘江水位过高而暂时停运。

## 争议

### 票价争议
2014年，新浪网注意到长沙地铁有网民吐槽出入口外观、储值卡的设计不佳等现象。针对五一广场站的外观，长沙地铁负责人表示，全透明的玻璃设计是为提升整体通透感并营造现代、简洁的观感。亦有人吐槽，长沙地铁票价在全国同类城市中偏贵等问题，储值卡样式也存在“乡土气息”。

### 安检争议
2014年长沙地铁开通运营初存在搜包现象，即“翻包安检”。2014年8月31日，长沙地铁官方微博表示，“长沙地铁车站大型安检设备配置报告已获上级批准，目前正在紧急采购中，近期将陆续在各站点投入使用”。
2017年8月8日，3位律师联名入禀长沙市雨花区法院，认为全国性及长沙方面地方相关条例，未授权对乘客做出任何形式的身体搜查，长沙地铁安检已经涉及损害人身自由、隐私权等权利，要求法庭确认有关对乘客人身进行检查的行为违法，是中國大陸首个入禀法院质疑地铁安检违法的案件。经裁定，对起诉人的起诉，不予立案。
2017年12月17日，经湖南省长沙市中级人民法院二审裁定，驳回上诉，维持原裁定。
2021年6月17日，长沙地铁宣布安检升级，全线网执行“逢人必检、逢包必检、逢液必检、逢疑必检”安检模式。在此安检模式下，所有乘客均须接受安检人员手检；所有包裹、行李均须经过安检机；所有液态物品均须接受安全检验。

### 线路调整争议
长沙地铁3、4号线在临开工前宣布线路走向调整，3号线放弃原定的含浦板块改走坪塘、4号线放弃原来的金星路改走银杉路，尤其4号线弃原来河西区域中心位置的金星路改走湘江边的举动，引发坊间对地方政府“卖地敛财”的质疑。对此，交通运输部科学研究院城市交通研究中心的吴洪洋副主任在接受华夏时报采访时表示，“人随地铁走”是一种通俗的说法，即公共交通导向型发展模式。湖南政协委员、房地产协会首席经济学家王义高表示，地铁规划调整难让普遍满意，“不能简单认为政府利用地铁来推高地价，在初期可能对地价影响大，但运行后会趋于平稳。因为地铁拉大了城市空间，可以填平地段价格落差。地铁开通后，消费者可选择范围增大，从城市整体上看，地铁开通有利于平抑房价。”

### 禁止拍照争议
长沙地铁在多个站点的候车厅内，均设有“禁止拍照”标识。长沙轨道交通运营有限公司相关负责人表示，基于驾驶安全和避免拥堵与纠纷考虑，长沙地铁一般情况下禁止拍照。对于乘客的拍摄行为，通常会由工作人员进行劝阻。具有商业性质的拍摄活动，相关单位或个人须提前与地铁运营方沟通，经批准后在不影响地铁运营服务的前提下进行；非商业性质的拍摄活动，需请相关单位或个人先与地铁运营方联系，就拍摄时间、站点、范围等进行协商，地铁方面将在不影响运营服务的前提下尽量满足其拍摄需求。
2022年1月左右，长沙地铁逐渐撤销站内的“禁止拍照”标识。

### 车厢广告争议
2018年8月，长沙地铁部分车厢内被包装成淡粉色，为某针对孕妇的医药健康品牌打出的广告，能见到“生孩子1001个理由”等字眼，被质疑为“变相催生”。长沙市轨道交通集团有限公司回应，该广告刊出前依据《广告法》经过审核，未发现问题。

### 支付方式争议
随着手机扫码支付普及，长沙地铁最初进站闸口只有少部分支持手机扫码支付，且不支持支付类APP直接扫码支付，需要下载“长沙地铁”APP间接完成支付，且手机支付全程必须开蓝牙，否则可能无法出站。对此，长沙地铁承诺2019年底实现全面扫码支付，并于2019年12月实现了全面扫码支付。
直至2024年，长沙地铁才接入微信和支付宝乘车码等常用支付方式直接刷码乘车。

### 乘车查验2019冠状病毒病疫苗接种记录争议
2021年8月29日，长沙地铁发布消息称，按照湖南省应对新冠肺炎疫情联防联控机制疫情防控组和长沙市新型冠状病毒肺炎防控指挥部办公室的要求，即日起长沙地铁在对所有进站乘客查验2019冠状病毒病疫苗接种记录，未接种疫苗的乘客，须登记姓名、联系方式、身份证号码、家庭住址、未接种原因等信息后，方可进站乘车。
2021年8月30日，据媒体报道，长沙地铁取消疫情接种情况查验和未接种人员信息登记，已连夜撤除相关告示、桌椅等相关设施。该政策从宣布执行到连夜撤销尚不足24小时。

## 列车广播
长沙地铁列车的车厢广播由提示音、普通話报站和英語报站三部分组成（2号线列车无提示音）。
2号线的报站内容为（示例）：“您好，（此处可能含有“xxx提醒您”的广告）本次列车开往光达，下一站：橘子洲，列车运行时请站稳扶好，请主动给老弱病残孕和有需要的乘客让座，多谢合作。This train is bound for Guangda. The next station is Juzizhou. Please hold the handrail, getting seats to passengers in need. Thanks for your cooperation.”，到站提醒的内容为：“橘子洲到了，请前往橘子洲风景区、（广告）的乘客请携带好随身物品准备下车。下车时请注意列车与站台之间的间隙。”英語报站内容为：“We are arriving at Juzizhou. Please get ready for your arrival and take your belongings. Please mind the gap between the train and the platform when alighting.” 2號線手扶梯英文廣播員是為港鐵報站員的陳如茵。若本站为换乘站，中文播报会播报换乘信息，如：“……下一站：溁湾镇，各位乘客请注意：需换乘4号线的乘客，请提前做好准备。列车运行时请站稳扶好，请主动给老弱病残孕和有需要的乘客让座，多谢合作。”
1号线的报站内容与2号线相似，但略有不同。在五一广场站，车厢广播会额外播报车门开启方向（车门开启方向为：右侧车门），换乘信息不同于2号线仅为请提前做好准备，而是会提示在换乘站点下车（换乘2号线的乘客，请在五一广场下车）。
4号线的报站和2号线比较类似，但形式更加统一。以六沟垅为例：“（可能包含‘您好，xxx提醒您’的广告）本次列车开往罐子岭。This train is bound for Guanziling. 下一站：六沟垅。列车运行时请站稳扶好，请为有需要的乘客让座，多谢合作。The next station is Liugoulong. Please help others, getting seats to passengers in need. Thanks for your cooperation.” 湖南大学和湖南师大区间较短，故英文部分会简化。有换乘站时播报如下（以黄土岭为例）：“……下一站：黄土岭，各位乘客请注意：需换乘1号线的乘客请在黄土岭下车。The next station is Huangtuling. Dear passengers, your attention please. For passengers transferring to the Line 1, please exit at Huangtuling.”
2020年，受2019冠状病毒病疫情影响，长沙地铁全部站台、站厅加入了配合疫情防控要求的广播，并在列车内加入了提醒乘客佩戴口罩的广播。
2020年10月，长沙地铁所有线路列车均加入播报车门开启方向的报站。